# WTA Tour 2018
WTA Tour 2018 představoval 48. ročník nejvyšší úrovně ženského profesionálního tenisu, hraný v roce 2018. Sezóna okruhu trvajícího od 1. ledna do 4. listopadu 2018 zahrnovala 58 turnajů probíhajících ve 32 státech, které až na výjimky organizovala Ženská tenisová asociace (WTA).
Do okruhu WTA Tour se řadily čtyři grandslamové turnaje – pořádané Mezinárodní tenisovou federací (ITF), dvacet jedna událostí kategorie WTA Premier Tournaments s úrovněmi Premier Mandatory, Premier 5 a Premier, třicet jedna turnajů WTA International Tournaments i dva závěrečné události sezóny WTA Finals a WTA Elite Trophy.
Součástí kalendáře se také staly týmové soutěže organizované ITF – Fed Cup a Hopmanův pohár, z něhož hráčky nezískaly do žebříčku žádné body.
Po celou sezónu, vyjma čtyř týdnů, byla světovou jedničkou ve dvouhře Rumunka Simona Halepová. Deblové klasifikaci na počátku roku vévodila tchajwansko-švýcarská dvojice Latisha Chan a Martina Hingisová. Na vrcholu žebříčku pak rok uzavřely Češky Barbora Krejčíková s Kateřinou Siniakovou.
Na turnajové listině došlo k jedné turnajové náhradě, když byl båstadský Ericsson Open nahrazen Moscow River Cupem, probíhajícím na moskevské antuce. Stal se tak třetí ruskou událostí v dané sezóně. Ukončen byl rovněž únorový Malaysian Open hraný v Kuala Lumpuru. Dějiště tokijského Japan Women's Open pak bylo přesunuto do Hirošimy a švýcarský Ladies Open se přestěhoval z Bielu jižněji do Lugana. V kategorii Premier změnil název a místo konání stanfordský Bank of the West Classic, který byl přejmenován na Silicon Valley Classic a v rámci Kalifornie přesunut do San José. Uskutečnila se také každoroční plánovaná výměna úrovní kategorie Premier mezi Dubai Tennis Championships a Qatar Ladies Open a cirkulace dějiště na Canada Masters.
Mužskou obdobu ženského okruhu představoval ATP World Tour 2018.

## Chronologický přehled turnajů
Chronologický přehled turnajů uvádí kalendář událostí okruhu WTA Tour 2018 včetně dějiště, počtu hráček, povrchu, kategorie a celkové dotace.
Legenda
Tabulky měsíců uvádí vítězky a finalistky dvouhry i čtyřhry a dále pak semifinalistky a čtvrtfinalistky dvouhry. Zápis –S/–Q/–D/–X uvádí počet hráček dvouhry/hráček kvalifikace dvouhry/párů čtyřhry/párů mixu, (ZS) – základní skupina.
| Grand Slam            |
| Tour Championships    |
| WTA Premier Mandatory |
| WTA Premier 5         |
| WTA Premier           |
| WTA International     |
| Týmové soutěže        |

### Leden
| Týden od            | Turnaj | Vítězky                                                | Finalistky                                       | Semifinalistky                           | Čtvrtfinalistky                                                               |
| ------------------- | --- | ------------------------------------------------------ | ------------------------------------------------ | ---------------------------------------- | ----------------------------------------------------------------------------- |
| 1. ledna            | Hopman Cup Perth, Austrálie Týmová soutěž 1 000 000 A$ – tvrdý (h) – 8 týmů (ZS)                                 | Švýcarsko 2–1                                          | Německo                                          | Skupina A Belgie Austrálie Kanada        | Skupina B Spojené státy Rusko Japonsko                                        |
| 1. ledna            | Brisbane International Brisbane, Austrálie WTA Premier 1 000 000 $ – tvrdý – 30S/32Q/16D dvouhra • čtyřhra       | Elina Svitolinová 6–2, 6–1                             | Aljaksandra Sasnovičová                          | Anastasija Sevastovová Karolína Plíšková | Aleksandra Krunićová Alizé Cornetová Johanna Kontaová Kaia Kanepiová          |
| 1. ledna            | Brisbane International Brisbane, Austrálie WTA Premier 1 000 000 $ – tvrdý – 30S/32Q/16D dvouhra • čtyřhra       | Kiki Bertensová Demi Schuursová 7–5, 6–2               | Andreja Klepačová María José Martínez Sánchezová | Anastasija Sevastovová Karolína Plíšková | Aleksandra Krunićová Alizé Cornetová Johanna Kontaová Kaia Kanepiová          |
| 1. ledna            | Shenzhen Open Šen-čen, Čína WTA International 750 000 $ – tvrdý – 32S/16Q/16D dvouhra • čtyřhra                  | Simona Halepová 6–1, 2–6, 6–0                          | Kateřina Siniaková                               | Irina-Camelia Beguová Maria Šarapovová   | Aryna Sabalenková Tímea Babosová Zarina Dijasová Kristýna Plíšková            |
| 1. ledna            | Shenzhen Open Šen-čen, Čína WTA International 750 000 $ – tvrdý – 32S/16Q/16D dvouhra • čtyřhra                  | Irina-Camelia Beguová Simona Halepová 1–6, 6–1, [10–8] | Barbora Krejčíková Kateřina Siniaková            | Irina-Camelia Beguová Maria Šarapovová   | Aryna Sabalenková Tímea Babosová Zarina Dijasová Kristýna Plíšková            |
| 1. ledna            | ASB Classic Auckland, Nový Zéland WTA International 250 000 $ – tvrdý – 32S/30Q/16D dvouhra • čtyřhra            | Julia Görgesová 6–4, 7–6(7–4)                          | Caroline Wozniacká                               | Sachia Vickeryová Sie Šu-wej             | Sofia Keninová Agnieszka Radwańská Barbora Strýcová Polona Hercogová          |
| 1. ledna            | ASB Classic Auckland, Nový Zéland WTA International 250 000 $ – tvrdý – 32S/30Q/16D dvouhra • čtyřhra            | Sara Erraniová Bibiane Schoofsová 7–5, 6–1             | Eri Hozumiová Miju Katová                        | Sachia Vickeryová Sie Šu-wej             | Sofia Keninová Agnieszka Radwańská Barbora Strýcová Polona Hercogová          |
| 8. ledna            | Sydney International Sydney, Austrálie WTA Premier 799 000 $ – tvrdý – 30S/48Q/16D dvouhra • čtyřhra             | Angelique Kerberová 6–4, 6–4                           | Ashleigh Bartyová                                | Darja Gavrilovová Camila Giorgiová       | Garbiñe Muguruzaová Barbora Strýcová Agnieszka Radwańská Dominika Cibulková   |
| 8. ledna            | Sydney International Sydney, Austrálie WTA Premier 799 000 $ – tvrdý – 30S/48Q/16D dvouhra • čtyřhra             | Gabriela Dabrowská Sü I-fan 6–3, 6–1                   | Latisha Chan Andrea Sestini Hlaváčková           | Darja Gavrilovová Camila Giorgiová       | Garbiñe Muguruzaová Barbora Strýcová Agnieszka Radwańská Dominika Cibulková   |
| 8. ledna            | Hobart International Hobart, Austrálie WTA International 250 000 $ – tvrdý – 32S/32Q/16D dvouhra • čtyřhra       | Elise Mertensová 6–1, 4–6, 6–3                         | Mihaela Buzărnescuová                            | Lesja Curenková Heather Watsonová        | Aryna Sabalenková Alison Riskeová Donna Vekićová Monica Niculescuová          |
| 8. ledna            | Hobart International Hobart, Austrálie WTA International 250 000 $ – tvrdý – 32S/32Q/16D dvouhra • čtyřhra       | Elise Mertensová Demi Schuursová 6–2, 6–2              | Ljudmyla Kičenoková Makoto Ninomijová            | Lesja Curenková Heather Watsonová        | Aryna Sabalenková Alison Riskeová Donna Vekićová Monica Niculescuová          |
| 15. ledna 22. ledna | Australian Open Melbourne, Austrálie Grand Slam A$25 036 000 A$ – tvrdý 128S/96Q/64D/32X dvouhra • čtyřhra • mix | Caroline Wozniacká 7–6(7–2), 3–6, 6–4                  | Simona Halepová                                  | Angelique Kerberová Elise Mertensová     | Karolína Plíšková Madison Keysová Elina Svitolinová Carla Suárezová Navarrová |
| 15. ledna 22. ledna | Australian Open Melbourne, Austrálie Grand Slam A$25 036 000 A$ – tvrdý 128S/96Q/64D/32X dvouhra • čtyřhra • mix | Tímea Babosová Kristina Mladenovicová 6–4, 6–3         | Jekatěrina Makarovová Jelena Vesninová           | Angelique Kerberová Elise Mertensová     | Karolína Plíšková Madison Keysová Elina Svitolinová Carla Suárezová Navarrová |
| 15. ledna 22. ledna | Australian Open Melbourne, Austrálie Grand Slam A$25 036 000 A$ – tvrdý 128S/96Q/64D/32X dvouhra • čtyřhra • mix | Gabriela Dabrowská Mate Pavić 2–6, 6–4, [11–9]         | Tímea Babosová Rohan Bopanna                     | Angelique Kerberová Elise Mertensová     | Karolína Plíšková Madison Keysová Elina Svitolinová Carla Suárezová Navarrová |
| 29. ledna           | St. Petersburg Ladies Trophy Petrohrad, Rusko WTA Premier 799 000 $ – tvrdý (h) – 28S/32Q/16D dvouhra • čtyřhra  | Petra Kvitová 6–1, 6–2                                 | Kristina Mladenovicová                           | Darja Kasatkinová Julia Görgesová        | Caroline Wozniacká Kateřina Siniaková Jelena Rybakinová Jeļena Ostapenková    |
| 29. ledna           | St. Petersburg Ladies Trophy Petrohrad, Rusko WTA Premier 799 000 $ – tvrdý (h) – 28S/32Q/16D dvouhra • čtyřhra  | Timea Bacsinszká Věra Zvonarevová 2–6, 6–1, [10–3]     | Alla Kudrjavcevová Katarina Srebotniková         | Darja Kasatkinová Julia Görgesová        | Caroline Wozniacká Kateřina Siniaková Jelena Rybakinová Jeļena Ostapenková    |
| 29. ledna           | Taiwan Open Tchaj-pej, Tchaj-wan WTA International 250 000 $ – tvrdý – 32S/24Q/16D dvouhra • čtyřhra             | Tímea Babosová 7–5, 6–1                                | Kateryna Kozlovová                               | Wang Ja-fan Sabine Lisická               | Eugenie Bouchardová Magda Linetteová Monica Niculescuová Julia Putincevová    |
| 29. ledna           | Taiwan Open Tchaj-pej, Tchaj-wan WTA International 250 000 $ – tvrdý – 32S/24Q/16D dvouhra • čtyřhra             | Tuan Jing-jing Wang Ja-fan 7–6(7–4), 7–6(7–5)          | Nao Hibinová Oxana Kalašnikovová                 | Wang Ja-fan Sabine Lisická               | Eugenie Bouchardová Magda Linetteová Monica Niculescuová Julia Putincevová    |

### Únor
| Týden od  | Turnaj | Vítězky                                                      | Finalistky                                     | Semifinalistky                          | Čtvrtfinalistky                                                             |
| --------- | --- | ------------------------------------------------------------ | ---------------------------------------------- | --------------------------------------- | --------------------------------------------------------------------------- |
| 5. února  | Fed Cup, čtvrtfinále Minsk, Bělorusko – tvrdý (h) Praha, Česko – tvrdý (h) La Roche-sur-Yon, Francie – tvrdý (h) Asheville, Spojené státy – tvrdý (h) | Vítězové Německo 3–2 Česko 3–1 Francie 3–2 Spojené státy 3–1 | Poražení Bělorusko Švýcarsko Belgie Nizozemsko |                                         |                                                                             |
| 12. února | Qatar Total Open Dauhá, Katar WTA Premier 5 3 198 000 $ – tvrdý – 56S/32Q/28D dvouhra • čtyřhra                                                       | Petra Kvitová 3–6, 6–3, 6–4                                  | Garbiñe Muguruzaová                            | Caroline Wozniacká Simona Halepová      | Angelique Kerberová Julia Görgesová Caroline Garciaová Catherine Bellisová  |
| 12. února | Qatar Total Open Dauhá, Katar WTA Premier 5 3 198 000 $ – tvrdý – 56S/32Q/28D dvouhra • čtyřhra                                                       | Gabriela Dabrowská Jeļena Ostapenková 6–3, 6–3               | Andreja Klepačová MJ Martínez Sánchezová       | Caroline Wozniacká Simona Halepová      | Angelique Kerberová Julia Görgesová Caroline Garciaová Catherine Bellisová  |
| 19. února | Dubai Duty Free Tennis Championships Dubaj, SAE WTA Premier 2 623 485 $ – tvrdý – 28S/32Q/16D dvouhra • čtyřhra                                       | Elina Svitolinová 6–4, 6–0                                   | Darja Kasatkinová                              | Angelique Kerberová Garbiñe Muguruzaová | Naomi Ósakaová Karolína Plíšková Jelena Vesninová Caroline Garciaová        |
| 19. února | Dubai Duty Free Tennis Championships Dubaj, SAE WTA Premier 2 623 485 $ – tvrdý – 28S/32Q/16D dvouhra • čtyřhra                                       | Čan Chao-čching Jang Čao-süan 4–6, 6–2, [10–6]               | Sie Šu-wej Pcheng Šuaj                         | Angelique Kerberová Garbiñe Muguruzaová | Naomi Ósakaová Karolína Plíšková Jelena Vesninová Caroline Garciaová        |
| 19. února | Hungarian Ladies Open Budapešť, Maďarsko WTA International 250 000 $ – tvrdý (h) – 32S/24Q/16D dvouhra • čtyřhra                                      | Alison Van Uytvancková 6–3, 3–6, 7–5                         | Dominika Cibulková                             | Mona Barthelová Viktória Kužmová        | Johanna Larssonová Ysaline Bonaventureová Petra Martićová Čang Šuaj         |
| 19. února | Hungarian Ladies Open Budapešť, Maďarsko WTA International 250 000 $ – tvrdý (h) – 32S/24Q/16D dvouhra • čtyřhra                                      | Georgina García Pérezová Fanny Stollárová 4–6, 6–4, [10–3]   | Kirsten Flipkensová Johanna Larssonová         | Mona Barthelová Viktória Kužmová        | Johanna Larssonová Ysaline Bonaventureová Petra Martićová Čang Šuaj         |
| 26. února | Abierto Mexicano Telcel Acapulco, Mexiko WTA International 250 000 $ – tvrdý – 32S/24Q/16D dvouhra • čtyřhra                                          | Lesja Curenková 5–7, 7–6(7–2), 6–2                           | Stefanie Vögeleová                             | Rebecca Petersonová Darja Gavrilovová   | Sloane Stephensová Čang Šuaj Verónica Cepede Roygová Kristina Mladenovicová |
| 26. února | Abierto Mexicano Telcel Acapulco, Mexiko WTA International 250 000 $ – tvrdý – 32S/24Q/16D dvouhra • čtyřhra                                          | Tatjana Mariová Heather Watsonová 7–5, 2–6, [10–2]           | Kaitlyn Christianová Sabrina Santamariová      | Rebecca Petersonová Darja Gavrilovová   | Sloane Stephensová Čang Šuaj Verónica Cepede Roygová Kristina Mladenovicová |

### Březen
| Týden od              | Turnaj | Vítězky                                       | Finalistky                             | Semifinalistky                          | Čtvrtfinalistky                                                              |
| --------------------- | --- | --------------------------------------------- | -------------------------------------- | --------------------------------------- | ---------------------------------------------------------------------------- |
| 5. března 12. března  | BNP Paribas Open Indian Wells, Spojené státy WTA Premier Mandatory 8 648 508 $ – tvrdý – 96S/48Q/32D dvouhra • čtyřhra | Naomi Ósakaová 6–3, 6–2                       | Darja Kasatkinová                      | Simona Halepová Venus Williamsová       | Petra Martićová Karolína Plíšková Carla Suárez Navarrová Angelique Kerberová |
| 5. března 12. března  | BNP Paribas Open Indian Wells, Spojené státy WTA Premier Mandatory 8 648 508 $ – tvrdý – 96S/48Q/32D dvouhra • čtyřhra | Sie Šu-wej Barbora Strýcová 6–4, 6–4          | Jekatěrina Makarovová Jelena Vesninová | Simona Halepová Venus Williamsová       | Petra Martićová Karolína Plíšková Carla Suárez Navarrová Angelique Kerberová |
| 19. března 26. března | Miami Open Miami, Spojené státy WTA Premier Mandatory 8 648 508 $ – tvrdý – 96S/48Q/32D dvouhra • čtyřhra              | Sloane Stephensová 7–6(7–5), 6–1              | Jeļena Ostapenková                     | Viktoria Azarenková Danielle Collinsová | Karolína Plíšková Angelique Kerberová Elina Svitolinová Venus Williamsová    |
| 19. března 26. března | Miami Open Miami, Spojené státy WTA Premier Mandatory 8 648 508 $ – tvrdý – 96S/48Q/32D dvouhra • čtyřhra              | Ashleigh Bartyová Coco Vandewegheová 6–2, 6–1 | Barbora Krejčíková Kateřina Siniaková  | Viktoria Azarenková Danielle Collinsová | Karolína Plíšková Angelique Kerberová Elina Svitolinová Venus Williamsová    |

### Duben
| Týden od  | Turnaj | Vítězky                                                     | Finalistky                                | Semifinalistky                         | Čtvrtfinalistky                                                                 |
| --------- | --- | ----------------------------------------------------------- | ----------------------------------------- | -------------------------------------- | ------------------------------------------------------------------------------- |
| 2. dubna  | Volvo Car Open Charleston, Spojené státy WTA Premier 800 000 $ – antuka (zelená) – 56S/32Q/16D dvouhra • čtyřhra            | Kiki Bertensová 6–2, 6–1                                    | Julia Görgesová                           | Madison Keysová Anastasija Sevastovová | Alizé Cornetová Bernarda Perová Darja Kasatkinová Kristýna Plíšková             |
| 2. dubna  | Volvo Car Open Charleston, Spojené státy WTA Premier 800 000 $ – antuka (zelená) – 56S/32Q/16D dvouhra • čtyřhra            | Alla Kudrjavcevová Katarina Srebotniková 6–3, 6–3           | Andreja Klepačová MJ Martínez Sánchez     | Madison Keysová Anastasija Sevastovová | Alizé Cornetová Bernarda Perová Darja Kasatkinová Kristýna Plíšková             |
| 2. dubna  | Monterrey Open Monterrey, Mexiko WTA International 250 000 $ – tvrdý – 32S/32Q/16D dvouhra • čtyřhra                        | Garbiñe Muguruzaová 3–6, 6–4, 6–3                           | Tímea Babosová                            | Ana Bogdanová Sachia Vickeryová        | Ajla Tomljanovićová Danielle Collinsová Mónica Puigová Magdaléna Rybáriková     |
| 2. dubna  | Monterrey Open Monterrey, Mexiko WTA International 250 000 $ – tvrdý – 32S/32Q/16D dvouhra • čtyřhra                        | Naomi Broadyová Sara Sorribes Tormová 3–6, 6–4, [10–8]      | Desirae Krawczyková Giuliana Olmosová     | Ana Bogdanová Sachia Vickeryová        | Ajla Tomljanovićová Danielle Collinsová Mónica Puigová Magdaléna Rybáriková     |
| 9. dubna  | Ladies Open Lugano Lugano, Švýcarsko WTA International 250 000 $ – antuka – 32S/32Q/16D dvouhra • čtyřhra                   | Elise Mertensová 7–5, 6–2                                   | Aryna Sabalenková                         | Stefanie Vögeleová Věra Lapková        | Tamara Korpatschová Camila Giorgiová Kirsten Flipkensová Mona Barthelová        |
| 9. dubna  | Ladies Open Lugano Lugano, Švýcarsko WTA International 250 000 $ – antuka – 32S/32Q/16D dvouhra • čtyřhra                   | Kirsten Flipkensová Elise Mertensová 6–1, 6–3               | Věra Lapková Aryna Sabalenková            | Stefanie Vögeleová Věra Lapková        | Tamara Korpatschová Camila Giorgiová Kirsten Flipkensová Mona Barthelová        |
| 9. dubna  | Claro Open Colsanitas Bogotá, Kolumbie WTA International 250 000 $ – antuka – 32S/24Q/16D dvouhra • čtyřhra                 | Anna Karolína Schmiedlová 6–2, 6–4                          | Lara Arruabarrenová                       | Ana Bogdanová Dalila Jakupovićová      | Daniela Seguelová Emiliana Arangová Johanna Larssonová Magda Linetteová         |
| 9. dubna  | Claro Open Colsanitas Bogotá, Kolumbie WTA International 250 000 $ – antuka – 32S/24Q/16D dvouhra • čtyřhra                 | Dalila Jakupovićová Irina Chromačovová 6–3, 6–4             | Mariana Duque Mariñová Nadia Podoroská    | Ana Bogdanová Dalila Jakupovićová      | Daniela Seguelová Emiliana Arangová Johanna Larssonová Magda Linetteová         |
| 16. dubna | Fed Cup, semifinále Stuttgart, Německo – antuka (h) Aix-en-Provence, Francie – antuka (h)                                   | Vítězky Česko 4–1 Spojené státy 3–2                         | poražené Německo Francie                  |                                        |                                                                                 |
| 23. dubna | Porsche Tennis Grand Prix Stuttgart, Německo WTA Premier 816 000 $ – antuka (h) – 28S/32Q/16D dvouhra • čtyřhra             | Karolína Plíšková 7–6(7–2), 6–4                             | Coco Vandewegheová                        | Caroline Garciaová Anett Kontaveitová  | Simona Halepová Elina Svitolinová Jeļena Ostapenková Anastasija Pavljučenkovová |
| 23. dubna | Porsche Tennis Grand Prix Stuttgart, Německo WTA Premier 816 000 $ – antuka (h) – 28S/32Q/16D dvouhra • čtyřhra             | Raquel Atawová Anna-Lena Grönefeldová 6–4, 6–7(5–7), [10–5] | Nicole Melicharová Květa Peschkeová       | Caroline Garciaová Anett Kontaveitová  | Simona Halepová Elina Svitolinová Jeļena Ostapenková Anastasija Pavljučenkovová |
| 23. dubna | TEB BNP Paribas Istanbul Cup Istanbul, Turecko WTA International 250 000 $ – antuka – 32S/24Q/16D dvouhra • čtyřhra         | Pauline Parmentierová 6–4, 3–6, 6–3                         | Polona Hercogová                          | Irina-Camelia Beguová Maria Sakkariová | Caroline Wozniacká Donna Vekićová Arantxa Rusová Světlana Kuzněcovová           |
| 23. dubna | TEB BNP Paribas Istanbul Cup Istanbul, Turecko WTA International 250 000 $ – antuka – 32S/24Q/16D dvouhra • čtyřhra         | Liang Čchen Čang Šuaj 6–4, 6–4                              | Xenia Knollová Anna Smithová              | Irina-Camelia Beguová Maria Sakkariová | Caroline Wozniacká Donna Vekićová Arantxa Rusová Světlana Kuzněcovová           |
| 30. dubna | J&T Banka Prague Open Praha, Česko WTA International 250 000 $ – antuka – 32S/32Q/16D dvouhra • čtyřhra                     | Petra Kvitová 4–6, 6–2, 6–3                                 | Mihaela Buzărnescuová                     | Camila Giorgiová Čang Šuaj             | Kristýna Plíšková Samantha Stosurová Jasmine Paoliniová Kateřina Siniaková      |
| 30. dubna | J&T Banka Prague Open Praha, Česko WTA International 250 000 $ – antuka – 32S/32Q/16D dvouhra • čtyřhra                     | Nicole Melicharová Květa Peschkeová 6–4, 6–2                | Mihaela Buzărnescuová Lidzija Marozavová  | Camila Giorgiová Čang Šuaj             | Kristýna Plíšková Samantha Stosurová Jasmine Paoliniová Kateřina Siniaková      |
| 30. dubna | Grand Prix SAR La Princesse Lalla Meryem Rabat, Maroko WTA International 250 000 $ – antuka – 32S/32Q/16D dvouhra • čtyřhra | Elise Mertensová 6–2, 7–6(7–4)                              | Ajla Tomljanovićová                       | Sie Šu-wej Aleksandra Krunićová        | Sara Erraniová Katarina Zavacká Jana Fettová Paula Badosa Gibertová             |
| 30. dubna | Grand Prix SAR La Princesse Lalla Meryem Rabat, Maroko WTA International 250 000 $ – antuka – 32S/32Q/16D dvouhra • čtyřhra | Anna Blinkovová Raluca Olaruová 6–4, 6–4                    | Georgina García Pérezová Fanny Stollárová | Sie Šu-wej Aleksandra Krunićová        | Sara Erraniová Katarina Zavacká Jana Fettová Paula Badosa Gibertová             |

### Květen
| Týden od             | Turnaj | Vítězky                                                 | Finalistky                                 | Semifinalistky                          | Čtvrtfinalistky                                                              |
| -------------------- | --- | ------------------------------------------------------- | ------------------------------------------ | --------------------------------------- | ---------------------------------------------------------------------------- |
| 7. května            | Mutua Madrid Open Madrid, Španělsko WTA Premier Mandatory 6 685 828 € – antuka – 64S/32Q/28D dvouhra • čtyřhra       | Petra Kvitová 7–6(8–6), 4–6, 6–3                        | Kiki Bertensová                            | Karolína Plíšková Caroline Garciaová    | Simona Halepová Darja Kasatkinová Carla Suárez Navarrová Maria Šarapovová    |
| 7. května            | Mutua Madrid Open Madrid, Španělsko WTA Premier Mandatory 6 685 828 € – antuka – 64S/32Q/28D dvouhra • čtyřhra       | Jekatěrina Makarovová Jelena Vesninová 2–6, 6–4, [10–8] | Tímea Babosová Kristina Mladenovicová      | Karolína Plíšková Caroline Garciaová    | Simona Halepová Darja Kasatkinová Carla Suárez Navarrová Maria Šarapovová    |
| 14. května           | Internazionali BNL d'Italia Řím, Itálie WTA Premier 5 3 351 720 $ – antuka – 56S/32Q/28D dvouhra • čtyřhra           | Elina Svitolinová 6–0, 6–4                              | Simona Halepová                            | Maria Šarapovová Anett Kontaveitová     | Caroline Garciaová Jeļena Ostapenková Angelique Kerberová Caroline Wozniacká |
| 14. května           | Internazionali BNL d'Italia Řím, Itálie WTA Premier 5 3 351 720 $ – antuka – 56S/32Q/28D dvouhra • čtyřhra           | Ashleigh Bartyová Demi Schuursová 6–3, 6–4              | Andrea Sestini Hlaváčková Barbora Strýcová | Maria Šarapovová Anett Kontaveitová     | Caroline Garciaová Jeļena Ostapenková Angelique Kerberová Caroline Wozniacká |
| 21. května           | Internationaux de Strasbourg Štrasburk, Francie WTA International 250 000 $ – antuka – 32S/24Q/16D dvouhra • čtyřhra | Anastasija Pavljučenkovová 6–7(5–7), 7–6(7–3), 7–6(8–6) | Dominika Cibulková                         | Ashleigh Bartyová Mihaela Buzărnescuová | Wang Čchiang Zarina Dijasová Sie Šu-wej Samantha Stosurová                   |
| 21. května           | Internationaux de Strasbourg Štrasburk, Francie WTA International 250 000 $ – antuka – 32S/24Q/16D dvouhra • čtyřhra | Mihaela Buzărnescuová Ioana Raluca Olaruová 7–5, 7–5    | Nadija Kičenoková Anastasia Rodionovová    | Ashleigh Bartyová Mihaela Buzărnescuová | Wang Čchiang Zarina Dijasová Sie Šu-wej Samantha Stosurová                   |
| 21. května           | NÜRNBERGER Versicherungs Cup Norimberk, Německo WTA International 250 000 $ – antuka – 32S/24Q/16D dvouhra • čtyřhra | Johanna Larssonová 7–6(7–4), 6–4                        | Alison Riskeová                            | Kirsten Flipkensová Kateřina Siniaková  | Sorana Cîrsteaová Kiki Bertensová Fanny Stollárová Kristýna Plíšková         |
| 21. května           | NÜRNBERGER Versicherungs Cup Norimberk, Německo WTA International 250 000 $ – antuka – 32S/24Q/16D dvouhra • čtyřhra | Demi Schuursová Katarina Srebotniková 3–6, 6–3, [10–7]  | Kirsten Flipkensová Johanna Larssonová     | Kirsten Flipkensová Kateřina Siniaková  | Sorana Cîrsteaová Kiki Bertensová Fanny Stollárová Kristýna Plíšková         |
| 28. května 4. června | French Open Paříž, Francie Grand Slam 18 392 000 € – antuka 128S/96Q/64D/32X dvouhra • čtyřhra • mix                 | Simona Halepová 3–6, 6–4, 6–1                           | Sloane Stephensová                         | Garbiñe Muguruzaová Madison Keysová     | Angelique Kerberová Maria Šarapovová Julia Putincevová Darja Kasatkinová     |
| 28. května 4. června | French Open Paříž, Francie Grand Slam 18 392 000 € – antuka 128S/96Q/64D/32X dvouhra • čtyřhra • mix                 | Barbora Krejčíková Kateřina Siniaková 6–3, 6–3          | Eri Hozumiová Makoto Ninomijová            | Garbiñe Muguruzaová Madison Keysová     | Angelique Kerberová Maria Šarapovová Julia Putincevová Darja Kasatkinová     |
| 28. května 4. června | French Open Paříž, Francie Grand Slam 18 392 000 € – antuka 128S/96Q/64D/32X dvouhra • čtyřhra • mix                 | Latisha Chan Ivan Dodig 6–1, 6–7(5–7), [10–8]           | Gabriela Dabrowská Mate Pavić              | Garbiñe Muguruzaová Madison Keysová     | Angelique Kerberová Maria Šarapovová Julia Putincevová Darja Kasatkinová     |

### Červen
| Týden od   | Turnaj | Vítězky                                                   | Finalistky                                  | Semifinalistky                          | Čtvrtfinalistky                                                             |
| ---------- | --- | --------------------------------------------------------- | ------------------------------------------- | --------------------------------------- | --------------------------------------------------------------------------- |
| 11. června | Nature Valley Open Nottingham, Velká Británie WTA International 250 000 $ – tráva – 32S/24/16D dvouhra • čtyřhra     | Ashleigh Bartyová 6–3, 3–6, 6–4                           | Johanna Kontaová                            | Naomi Ósakaová Donna Vekićová           | Katie Boulterová Mihaela Buzărnescuová Dalila Jakupovićová Mona Barthelová  |
| 11. června | Nature Valley Open Nottingham, Velká Británie WTA International 250 000 $ – tráva – 32S/24/16D dvouhra • čtyřhra     | Alicja Rosolská Abigail Spearsová 6–3, 7–6(7–5)           | Mihaela Buzărnescuová Heather Watsonová     | Naomi Ósakaová Donna Vekićová           | Katie Boulterová Mihaela Buzărnescuová Dalila Jakupovićová Mona Barthelová  |
| 11. června | Libéma Open 's-Hertogenbosch, Nizozemsko WTA International 250 000 $ – tráva – 32S/24Q/16D dvouhra • čtyřhra         | Aleksandra Krunićová 6–7(0–7), 7–5, 6–1                   | Kirsten Flipkensová                         | Coco Vandewegheová Viktória Kužmová     | Alison Riskeová Veronika Kuděrmetovová Aryna Sabalenková Antonia Lottnerová |
| 11. června | Libéma Open 's-Hertogenbosch, Nizozemsko WTA International 250 000 $ – tráva – 32S/24Q/16D dvouhra • čtyřhra         | Elise Mertensová Demi Schuursová 3–3, retired             | Kiki Bertensová Kirsten Flipkensová         | Coco Vandewegheová Viktória Kužmová     | Alison Riskeová Veronika Kuděrmetovová Aryna Sabalenková Antonia Lottnerová |
| 17. června | Nature Valley Classic Birmingham, Velká Británie WTA Premier 871 028 $ – tráva – 32S/32Q/16D dvouhra • čtyřhra       | Petra Kvitová 4–6, 6–1, 6–2                               | Magdaléna Rybáriková                        | Barbora Strýcová Mihaela Buzărnescuová  | Lesja Curenková Dalila Jakupovićová Julia Görgesová Elina Svitolinová       |
| 17. června | Nature Valley Classic Birmingham, Velká Británie WTA Premier 871 028 $ – tráva – 32S/32Q/16D dvouhra • čtyřhra       | Tímea Babosová Kristina Mladenovicová 4–6, 6–3, [10–8]    | Elise Mertensová Demi Schuursová            | Barbora Strýcová Mihaela Buzărnescuová  | Lesja Curenková Dalila Jakupovićová Julia Görgesová Elina Svitolinová       |
| 17. června | Mallorca Open Mallorca, Španělsko WTA International 250 000 $ – tráva – 32S/24Q/16D dvouhra • čtyřhra                | Tatjana Mariová 6–4, 7–5                                  | Anastasija Sevastovová                      | Sofia Keninová Samantha Stosurová       | Caroline Garciaová Lucie Šafářová Ajla Tomljanovićová Alison Riskeová       |
| 17. června | Mallorca Open Mallorca, Španělsko WTA International 250 000 $ – tráva – 32S/24Q/16D dvouhra • čtyřhra                | Andreja Klepačová MJ Martínez Sánchezová 6–1, 3–6, [10–3] | Lucie Šafářová Barbora Štefková             | Sofia Keninová Samantha Stosurová       | Caroline Garciaová Lucie Šafářová Ajla Tomljanovićová Alison Riskeová       |
| 25. června | Nature Valley International Eastbourne, Velká Británie WTA Premier 917 664 $ – tráva – 48S/32Q/16D dvouhra • čtyřhra | Caroline Wozniacká 7–5, 7–6(7–5)                          | Aryna Sabalenková                           | Angelique Kerberová Agnieszka Radwańská | Ashleigh Bartyová Darja Kasatkinová Jeļena Ostapenková Karolína Plíšková    |
| 25. června | Nature Valley International Eastbourne, Velká Británie WTA Premier 917 664 $ – tráva – 48S/32Q/16D dvouhra • čtyřhra | Gabriela Dabrowská Sü I-fan 6–3, 7–5                      | Irina-Camelia Beguová Mihaela Buzărnescuová | Angelique Kerberová Agnieszka Radwańská | Ashleigh Bartyová Darja Kasatkinová Jeļena Ostapenková Karolína Plíšková    |

### Červenec
| Týden od                | Turnaj | Vítězky                                                | Finalistky                              | Semifinalistky                             | Čtvrtfinalistky                                                                    |
| ----------------------- | --- | ------------------------------------------------------ | --------------------------------------- | ------------------------------------------ | ---------------------------------------------------------------------------------- |
| 2. července 9. července | Wimbledon Londýn, Velká Británie Grand Slam 15 950 500 £ – tráva 128S/96Q/64D/16Q/48X dvouhra • čtyřhra • mix         | Angelique Kerberová 6–3, 6–3                           | Serena Williamsová                      | Jeļena Ostapenková Julia Görgesová         | Dominika Cibulková Darja Kasatkinová Kiki Bertensová Camila Giorgiová              |
| 2. července 9. července | Wimbledon Londýn, Velká Británie Grand Slam 15 950 500 £ – tráva 128S/96Q/64D/16Q/48X dvouhra • čtyřhra • mix         | Barbora Krejčíková Kateřina Siniaková 6–4, 4–6, 6–0    | Nicole Melicharová Květa Peschkeová     | Jeļena Ostapenková Julia Görgesová         | Dominika Cibulková Darja Kasatkinová Kiki Bertensová Camila Giorgiová              |
| 2. července 9. července | Wimbledon Londýn, Velká Británie Grand Slam 15 950 500 £ – tráva 128S/96Q/64D/16Q/48X dvouhra • čtyřhra • mix         | Alexander Peya Nicole Melicharová 7–6(7–1), 6–3        | Jamie Murray Viktoria Azarenková        | Jeļena Ostapenková Julia Görgesová         | Dominika Cibulková Darja Kasatkinová Kiki Bertensová Camila Giorgiová              |
| 16. července            | Bucharest Open Bukurešť, Rumunsko WTA International 250 000 $ – antuka – 32S/32Q/16D dvouhra • čtyřhra                | Anastasija Sevastovová 7–6(7–4), 6–2                   | Petra Martićová                         | Polona Hercogová Mihaela Buzărnescuová     | Sorana Cîrsteaová Ons Džabúrová Laura Siegemundová Wang Ja-fan                     |
| 16. července            | Bucharest Open Bukurešť, Rumunsko WTA International 250 000 $ – antuka – 32S/32Q/16D dvouhra • čtyřhra                | Irina-Camelia Beguová Andreea Mituová 6–3, 6–4         | Danka Kovinićová Maryna Zanevská        | Polona Hercogová Mihaela Buzărnescuová     | Sorana Cîrsteaová Ons Džabúrová Laura Siegemundová Wang Ja-fan                     |
| 16. července            | Ladies Championship Gstaad Gstaad, Švýcarsko WTA International 250 000 $ – antuka – 32S/24Q/16D dvouhra • čtyřhra     | Alizé Cornetová 6–4, 7–6(8–6)                          | Mandy Minellaová                        | Eugenie Bouchardová Markéta Vondroušová    | Samantha Stosurová Veronika Kuděrmetovová Jevgenija Rodinová Sara Sorribes Tormová |
| 16. července            | Ladies Championship Gstaad Gstaad, Švýcarsko WTA International 250 000 $ – antuka – 32S/24Q/16D dvouhra • čtyřhra     | Alexa Guarachiová Desirae Krawczyková 4–6, 6–4, [10–6] | Lara Arruabarrenová Timea Bacsinszká    | Eugenie Bouchardová Markéta Vondroušová    | Samantha Stosurová Veronika Kuděrmetovová Jevgenija Rodinová Sara Sorribes Tormová |
| 23. července            | Moscow River Cup Moskva, Rusko WTA International 750 000 $ – antuka – 32S/24Q/16D dvouhra • čtyřhra                   | Olga Danilovićová 7–5, 6–7(1–7), 6–4                   | Anastasija Potapovová                   | Aljaksandra Sasnovičová Tamara Zidanšeková | Julia Görgesová Anastasija Sevastovová Valentyna Ivachněnková Laura Siegemundová   |
| 23. července            | Moscow River Cup Moskva, Rusko WTA International 750 000 $ – antuka – 32S/24Q/16D dvouhra • čtyřhra                   | Anastasija Potapovová Věra Zvonarevová 6–0, 6–3        | Alexandra Panovová Galina Voskobojevová | Aljaksandra Sasnovičová Tamara Zidanšeková | Julia Görgesová Anastasija Sevastovová Valentyna Ivachněnková Laura Siegemundová   |
| 23. července            | Jiangxi Open Nan-čchang, ČLR WTA International 250 000 $ – tvrdý – 32S/24Q/16D dvouhra • čtyřhra                      | Wang Čchiang 7–5, 4–0skreč                             | Čeng Saj-saj                            | Ču Lin Magda Linetteová                    | Čang Šuaj Sün Fang-jing Liang En-šuo Liou Fang-čou                                 |
| 23. července            | Jiangxi Open Nan-čchang, ČLR WTA International 250 000 $ – tvrdý – 32S/24Q/16D dvouhra • čtyřhra                      | Ťiang Sin-jü Tchang Čchien-chuej 6–4, 6–4              | Lu Ťing-ťing Jou Siao-ti                | Ču Lin Magda Linetteová                    | Čang Šuaj Sün Fang-jing Liang En-šuo Liou Fang-čou                                 |
| 30. července            | Mubadala Silicon Valley Classic San José, Spojené státy WTA Premier 799 000 $ – tvrdý – 28S/16Q/16D dvouhra • čtyřhra | Mihaela Buzărnescuová 6–1, 6–0                         | Maria Sakkariová                        | Danielle Collinsová Elise Mertensová       | Viktoria Azarenková Venus Williamsová Johanna Kontaová Ajla Tomljanovićová         |
| 30. července            | Mubadala Silicon Valley Classic San José, Spojené státy WTA Premier 799 000 $ – tvrdý – 28S/16Q/16D dvouhra • čtyřhra | Latisha Chan Květa Peschkeová 6–4, 6–1                 | Ljudmyla Kičenoková Nadija Kičenoková   | Danielle Collinsová Elise Mertensová       | Viktoria Azarenková Venus Williamsová Johanna Kontaová Ajla Tomljanovićová         |
| 30. července            | Citi Open Washington, D.C., Spojené státy WTA International 250 000 $ – tvrdý – 32S/16Q/16D dvouhra • čtyřhra         | Světlana Kuzněcovová 4–6, 7–6(9–7), 6–2                | Donna Vekićová                          | Čeng Saj-saj Andrea Petkovicová            | Allie Kiicková Magda Linetteová Julia Putincevová Belinda Bencicová                |
| 30. července            | Citi Open Washington, D.C., Spojené státy WTA International 250 000 $ – tvrdý – 32S/16Q/16D dvouhra • čtyřhra         | Chan Sin-jün Darija Juraková 6–3, 6–2                  | Alexa Guarachiová Erin Routliffeová     | Čeng Saj-saj Andrea Petkovicová            | Allie Kiicková Magda Linetteová Julia Putincevová Belinda Bencicová                |

### Srpen
| Týden od          | Turnaj | Vítězky                                                          | Finalistky                            | Semifinalistky                         | Čtvrtfinalistky                                                             |
| ----------------- | --- | ---------------------------------------------------------------- | ------------------------------------- | -------------------------------------- | --------------------------------------------------------------------------- |
| 6. srpna          | Rogers Cup Montréal, Kanada WTA Premier 5 2 820 000 $ – tvrdý – 56S/48Q/28D dvouhra • čtyřhra                       | Simona Halepová 7–6(8–6), 3–6, 6–4                               | Sloane Stephensová                    | Ashleigh Bartyová Elina Svitolinová    | Caroline Garciaová Kiki Bertensová Anastasija Sevastovová Elise Mertensová  |
| 6. srpna          | Rogers Cup Montréal, Kanada WTA Premier 5 2 820 000 $ – tvrdý – 56S/48Q/28D dvouhra • čtyřhra                       | Ashleigh Bartyová Demi Schuursová 4–6, 6–3, [10–8]               | Latisha Chan Jekatěrina Makarovová    | Ashleigh Bartyová Elina Svitolinová    | Caroline Garciaová Kiki Bertensová Anastasija Sevastovová Elise Mertensová  |
| 13. srpna         | Western & Southern Open Cincinnati, Spojené státy WTA Premier 5 2 874 299 $ – tvrdý – 56S/48Q/28D dvouhra • čtyřhra | Kiki Bertensová 2–6, 7–6(8–6), 6–2                               | Simona Halepová                       | Aryna Sabalenková Petra Kvitová        | Lesja Curenková Madison Keysová Elise Mertensová Elina Svitolinová          |
| 13. srpna         | Western & Southern Open Cincinnati, Spojené státy WTA Premier 5 2 874 299 $ – tvrdý – 56S/48Q/28D dvouhra • čtyřhra | Lucie Hradecká Jekatěrina Makarovová 6–2, 7–5                    | Elise Mertensová Demi Schuursová      | Aryna Sabalenková Petra Kvitová        | Lesja Curenková Madison Keysová Elise Mertensová Elina Svitolinová          |
| 20. srpna         | Connecticut Open New Haven, Spojené státy WTA Premier 799 000 $ – tvrdý – 30S/48Q/16D dvouhra • čtyřhra             | Aryna Sabalenková 6–1, 6–4                                       | Carla Suárez Navarrová                | Julia Görgesová Mónica Puigová         | Belinda Bencicová Jekatěrina Makarovová Petra Kvitová Caroline Garciaová    |
| 20. srpna         | Connecticut Open New Haven, Spojené státy WTA Premier 799 000 $ – tvrdý – 30S/48Q/16D dvouhra • čtyřhra             | Andrea Sestini Hlaváčková Barbora Strýcová 6–4, 6–7(7–9), [10–4] | Sie Šu-wej Laura Siegemundová         | Julia Görgesová Mónica Puigová         | Belinda Bencicová Jekatěrina Makarovová Petra Kvitová Caroline Garciaová    |
| 27. srpna 3. září | US Open New York, Spojené státy Grand Slam 25 282 920 $ – tvrdý 128S/128Q/64D/32X dvouhra • čtyřhra • mix           | Naomi Ósakaová 6–2, 6–4                                          | Serena Williamsová                    | Anastasija Sevastovová Madison Keysová | Karolína Plíšková Sloane Stephensová Carla Suárez Navarrová Lesja Curenková |
| 27. srpna 3. září | US Open New York, Spojené státy Grand Slam 25 282 920 $ – tvrdý 128S/128Q/64D/32X dvouhra • čtyřhra • mix           | Ashleigh Bartyová Coco Vandewegheová 3–6, 7–6(7–2), 7–6(8–6)     | Tímea Babosová Kristina Mladenovicová | Anastasija Sevastovová Madison Keysová | Karolína Plíšková Sloane Stephensová Carla Suárez Navarrová Lesja Curenková |
| 27. srpna 3. září | US Open New York, Spojené státy Grand Slam 25 282 920 $ – tvrdý 128S/128Q/64D/32X dvouhra • čtyřhra • mix           | Bethanie Mattek-Sandsová Jamie Murray 2–6, 6–3, [11–9]           | Alicja Rosolská Nikola Mektić         | Anastasija Sevastovová Madison Keysová | Karolína Plíšková Sloane Stephensová Carla Suárez Navarrová Lesja Curenková |

### Září
| Týden od | Turnaj | Vítězky                                               | Finalistky                                 | Semifinalistky                     | Čtvrtfinalistky                                                                    |
| -------- | --- | ----------------------------------------------------- | ------------------------------------------ | ---------------------------------- | ---------------------------------------------------------------------------------- |
| 10. září | Coupe Banque Nationale Québec, Kanada WTA International 250 000 $ – tvrdý (h) – 32S/24Q/16D dvouhra • čtyřhra        | Pauline Parmentierová 7–5, 6–2                        | Jessica Pegulaová                          | Heather Watsonová Sofia Keninová   | Varvara Lepčenková Rebecca Marinová Mónica Puigová Petra Martićová                 |
| 10. září | Coupe Banque Nationale Québec, Kanada WTA International 250 000 $ – tvrdý (h) – 32S/24Q/16D dvouhra • čtyřhra        | Asia Muhammadová Maria Sanchezová 6–4, 6–3            | Darija Juraková Xenia Knollová             | Heather Watsonová Sofia Keninová   | Varvara Lepčenková Rebecca Marinová Mónica Puigová Petra Martićová                 |
| 10. září | Japan Women's Open Tennis Hirošima, Japonsko WTA International 250 000 $ – tvrdý – 32S/32Q/16D dvouhra • čtyřhra     | Sie Šu-wej 6–2, 6–2                                   | Amanda Anisimovová                         | Čang Šuaj Wang Čchiang             | Zarina Dijasová Anna Karolína Schmiedlová Magda Linetteová Ajla Tomljanovićová     |
| 10. září | Japan Women's Open Tennis Hirošima, Japonsko WTA International 250 000 $ – tvrdý – 32S/32Q/16D dvouhra • čtyřhra     | Eri Hozumiová Čang Šuaj 6–2, 6–4                      | Miju Katová Makoto Ninomijová              | Čang Šuaj Wang Čchiang             | Zarina Dijasová Anna Karolína Schmiedlová Magda Linetteová Ajla Tomljanovićová     |
| 17. září | Toray Pan Pacific Open Tokio, Japonsko WTA Premier 799 000 $ – tvrdý – 28S/32Q/16D dvouhra • čtyřhra                 | Karolína Plíšková 6–4, 6–4                            | Naomi Ósakaová                             | Camila Giorgiová Donna Vekićová    | Viktoria Azarenková Barbora Strýcová Alison Riskeová Caroline Garciaová            |
| 17. září | Toray Pan Pacific Open Tokio, Japonsko WTA Premier 799 000 $ – tvrdý – 28S/32Q/16D dvouhra • čtyřhra                 | Miju Katová Makoto Ninomijová 6–4, 6–4                | Andrea Sestini Hlaváčková Barbora Strýcová | Camila Giorgiová Donna Vekićová    | Viktoria Azarenková Barbora Strýcová Alison Riskeová Caroline Garciaová            |
| 17. září | Korea Open Tennis Soul, Jižní Korea WTA International 250 000 $ – tvrdý – 32S/32Q/16D dvouhra • čtyřhra              | Kiki Bertensová 7–6(7–2), 4–6, 6–2                    | Ajla Tomljanovićová                        | Sie Šu-wej Maria Sakkariová        | Jekatěrina Alexandrovová Mandy Minellaová Irina-Camelia Beguová Jevgenija Rodinová |
| 17. září | Korea Open Tennis Soul, Jižní Korea WTA International 250 000 $ – tvrdý – 32S/32Q/16D dvouhra • čtyřhra              | Choi Ji-Hee Han Na-Lae 6–3, 6–2                       | Sie Šu-wej Sie Šu-jing                     | Sie Šu-wej Maria Sakkariová        | Jekatěrina Alexandrovová Mandy Minellaová Irina-Camelia Beguová Jevgenija Rodinová |
| 17. září | Guangzhou International Women's Open Kanton, ČLR WTA International 250 000 $ – tvrdý – 32S/24Q/16D dvouhra • čtyřhra | Wang Čchiang 6–1, 6–2                                 | Julia Putincevová                          | Bernarda Perová Andrea Petkovicová | Kateryna Kozlovová Aleksandra Krunićová Fiona Ferrová Věra Lapková                 |
| 17. září | Guangzhou International Women's Open Kanton, ČLR WTA International 250 000 $ – tvrdý – 32S/24Q/16D dvouhra • čtyřhra | Monique Adamczaková Jessica Mooreová 4–6, 7–5, [10–4] | Danka Kovinićová Věra Lapková              | Bernarda Perová Andrea Petkovicová | Kateryna Kozlovová Aleksandra Krunićová Fiona Ferrová Věra Lapková                 |
| 24. září | Wuhan Tennis Open Wu-chan, ČLR WTA Premier 5 2 746 000 $ – tvrdý – 56S/32Q/28D dvouhra • čtyřhra                     | Aryna Sabalenková 6–3, 6–3                            | Anett Kontaveitová                         | Ashleigh Bartyová Wang Čchiang     | Dominika Cibulková Anastasija Pavljučenkovová Kateřina Siniaková Mónica Puigová    |
| 24. září | Wuhan Tennis Open Wu-chan, ČLR WTA Premier 5 2 746 000 $ – tvrdý – 56S/32Q/28D dvouhra • čtyřhra                     | Elise Mertensová Demi Schuursová 6–3, 6–3             | Andrea Sestini Hlaváčková Barbora Strýcová | Ashleigh Bartyová Wang Čchiang     | Dominika Cibulková Anastasija Pavljučenkovová Kateřina Siniaková Mónica Puigová    |
| 24. září | Tashkent Open Taškent, Uzbekistán WTA International 250 000 $ – tvrdý – 32S/16Q/16D dvouhra • čtyřhra                | Margarita Gasparjanová 6–2, 6–1                       | Anastasija Potapovová                      | Kateryna Kozlovová Mona Barthelová | Anna Karolína Schmiedlová Dalila Jakupovićová Fanny Stollárová Věra Lapková        |
| 24. září | Tashkent Open Taškent, Uzbekistán WTA International 250 000 $ – tvrdý – 32S/16Q/16D dvouhra • čtyřhra                | Olga Danilovićová Tamara Zidanšeková 7–5, 6–3         | Irina-Camelia Beguová Raluca Olaruová      | Kateryna Kozlovová Mona Barthelová | Anna Karolína Schmiedlová Dalila Jakupovićová Fanny Stollárová Věra Lapková        |

### Říjen
| Týden od  | Turnaj | Vítězky                                                     | Finalistky                            | Semifinalistky                            | Čtvrtfinalistky |
| --------- | --- | ----------------------------------------------------------- | ------------------------------------- | ----------------------------------------- | --- |
| 1. října  | China Open Peking, ČLR WTA Premier Mandatory 8 285 274 $ – tvrdý – 60S/32Q/28D dvouhra • čtyřhra                               | Caroline Wozniacká 6–3, 6–3                                 | Anastasija Sevastovová                | Naomi Ósakaová Wang Čchiang               | Dominika Cibulková Čang Šuaj Aryna Sabalenková Kateřina Siniaková                                                                                            |
| 1. října  | China Open Peking, ČLR WTA Premier Mandatory 8 285 274 $ – tvrdý – 60S/32Q/28D dvouhra • čtyřhra                               | Andrea Sestini Hlaváčková Barbora Strýcová 4–6, 6–4, [10–8] | Gabriela Dabrowská Sü I-fan           | Naomi Ósakaová Wang Čchiang               | Dominika Cibulková Čang Šuaj Aryna Sabalenková Kateřina Siniaková                                                                                            |
| 8. října  | Tianjin Open Tchien-ťin, ČLR WTA International 250 000 $ – tvrdý – 32S/32Q/16D dvouhra • čtyřhra                               | Caroline Garciaová 7–6(9–7), 6–3                            | Karolína Plíšková                     | Timea Bacsinszká Sie Šu-wej               | Katie Boulterová Aryna Sabalenková Elise Mertensová Petra Martićová                                                                                          |
| 8. října  | Tianjin Open Tchien-ťin, ČLR WTA International 250 000 $ – tvrdý – 32S/32Q/16D dvouhra • čtyřhra                               | Nicole Melicharová Květa Peschkeová 6–4, 6–2                | Monique Adamczaková Jessica Mooreová  | Timea Bacsinszká Sie Šu-wej               | Katie Boulterová Aryna Sabalenková Elise Mertensová Petra Martićová                                                                                          |
| 8. října  | Prudential Hong Kong Tennis Open Hongkong WTA International 250 000 $ – tvrdý – 32S/24Q/16D dvouhra • čtyřhra                  | Dajana Jastremská 6–2, 6–1                                  | Wang Čchiang                          | Garbiñe Muguruzaová Čang Šuaj             | Elina Svitolinová Luksika Kumkhumová Kristína Kučová Darja Gavrilovová                                                                                       |
| 8. října  | Prudential Hong Kong Tennis Open Hongkong WTA International 250 000 $ – tvrdý – 32S/24Q/16D dvouhra • čtyřhra                  | Samantha Stosurová Čang Šuaj 6–4, 6–4                       | Šúko Aojamová Lidzija Marozavová      | Garbiñe Muguruzaová Čang Šuaj             | Elina Svitolinová Luksika Kumkhumová Kristína Kučová Darja Gavrilovová                                                                                       |
| 8. října  | Upper Austria Ladies Linz Linec, Rakousko WTA International 250 000 $ – tvrdý (h) – 32S/32Q/16D dvouhra • čtyřhra              | Camila Giorgiová 6–3, 6–1                                   | Jekatěrina Alexandrovová              | Andrea Petkovicová Alison Van Uytvancková | Kristina Mladenovicová Anastasija Pavljučenkovová Barbora Strýcová Margarita Gasparjanová                                                                    |
| 8. října  | Upper Austria Ladies Linz Linec, Rakousko WTA International 250 000 $ – tvrdý (h) – 32S/32Q/16D dvouhra • čtyřhra              | Kirsten Flipkensová Johanna Larssonová 4–6, 6–4, [10–5]     | Raquel Atawová Anna-Lena Grönefeldová | Andrea Petkovicová Alison Van Uytvancková | Kristina Mladenovicová Anastasija Pavljučenkovová Barbora Strýcová Margarita Gasparjanová                                                                    |
| 15. října | VTB Kremlin Cup by Bank of Moscow Moskva, Rusko WTA Premier 932 866 $ – tvrdý (h) – 28S/32Q/16D dvouhra • čtyřhra              | Darja Kasatkinová 2–6, 7–6(7–3), 6–4                        | Ons Džabúrová                         | Johanna Kontaová Anastasija Sevastovová   | Anastasija Pavljučenkovová Aljaksandra Sasnovičová Anett Kontaveitová Věra Zvonarevová                                                                       |
| 15. října | VTB Kremlin Cup by Bank of Moscow Moskva, Rusko WTA Premier 932 866 $ – tvrdý (h) – 28S/32Q/16D dvouhra • čtyřhra              | Alexandra Panovová Laura Siegemundová 6–2, 7–6(7–2)         | Darija Juraková Raluca Olaruová       | Johanna Kontaová Anastasija Sevastovová   | Anastasija Pavljučenkovová Aljaksandra Sasnovičová Anett Kontaveitová Věra Zvonarevová                                                                       |
| 15. října | BGL BNP PARIBAS Luxembourg Open Lucemburk, Lucembursko WTA International 250 000 $ – tvrdý (h) – 32S/32Q/16D dvouhra • čtyřhra | Julia Görgesová 6–4, 7–5                                    | Belinda Bencicová                     | Eugenie Bouchardová Dajana Jastremská     | Donna Vekićová Andrea Petkovicová Věra Lapková Margarita Gasparjanová                                                                                        |
| 15. října | BGL BNP PARIBAS Luxembourg Open Lucemburk, Lucembursko WTA International 250 000 $ – tvrdý (h) – 32S/32Q/16D dvouhra • čtyřhra | Greet Minnenová Alison Van Uytvancková 7–6(7–3), 6–2        | Věra Lapková Mandy Minellaová         | Eugenie Bouchardová Dajana Jastremská     | Donna Vekićová Andrea Petkovicová Věra Lapková Margarita Gasparjanová                                                                                        |
| 22. října | WTA Finals Singapur Tour Championships 7 000 000 $ – tvrdý (h) – 8S (ZS) / 8D dvouhra • čtyřhra                                | Elina Svitolinová 3–6 6–2, 6–2                              | Sloane Stephensová                    | Kiki Bertensová Karolína Plíšková         | Základní skupina Červená skupina Angelique Kerberová Naomi Ósakaová Bílá skupina Caroline Wozniacká Petra Kvitová                                            |
| 22. října | WTA Finals Singapur Tour Championships 7 000 000 $ – tvrdý (h) – 8S (ZS) / 8D dvouhra • čtyřhra                                | Tímea Babosová Kristina Mladenovicová 6–4, 7–5              | Barbora Krejčíková Kateřina Siniaková | Kiki Bertensová Karolína Plíšková         | Základní skupina Červená skupina Angelique Kerberová Naomi Ósakaová Bílá skupina Caroline Wozniacká Petra Kvitová                                            |
| 29. října | WTA Elite Trophy Ču-chaj, ČLR Tour Championships 2 349 363 $ – tvrdý (h) – 12S (ZS) / 6D (ZS) dvouhra • čtyřhra                | Ashleigh Bartyová 6–3, 6–4                                  | Wang Čchiang                          | Julia Görgesová Garbiñe Muguruzaová       | Základní skupina Darja Kasatkinová Anastasija Sevastovová Aryna Sabalenková Elise Mertensová Madison Keysová Caroline Garciaová Anett Kontaveitová Čang Šuaj |
| 29. října | WTA Elite Trophy Ču-chaj, ČLR Tour Championships 2 349 363 $ – tvrdý (h) – 12S (ZS) / 6D (ZS) dvouhra • čtyřhra                | Ljudmyla Kičenoková Nadija Kičenoková 6–4, 3–6, [10–7]      | Šúko Aojamová Lidzija Marozavová      | Julia Görgesová Garbiñe Muguruzaová       | Základní skupina Darja Kasatkinová Anastasija Sevastovová Aryna Sabalenková Elise Mertensová Madison Keysová Caroline Garciaová Anett Kontaveitová Čang Šuaj |

### Listopad
| Týden od     | Turnaj                                   | Vítězky   | Finalistky    | Semifinalistky | Čtvrtfinalistky |
| ------------ | ---------------------------------------- | --------- | ------------- | -------------- | --------------- |
| 5. listopadu | Fed Cup, finále Praha, Česko – tvrdý (h) | Česko 3–0 | Spojené státy |                |                 |

## Statistiky

### Tituly podle tenistek
|   |                                   | Grand Slam | Grand Slam | Grand Slam | Závěrečné | Závěrečné | Mandatory | Mandatory | Premier 5 | Premier 5 | Premier | Premier | International | International | Celkem | Celkem | Celkem |
| T | Tenistka                          | D          | Č          | X          | D         | Č         | D         | Č         | D         | Č         | D       | Č       | D             | Č             | D      | Č      | X      |
| - | --------------------------------- | ---------- | ---------- | ---------- | --------- | --------- | --------- | --------- | --------- | --------- | ------- | ------- | ------------- | ------------- | ------ | ------ | ------ |
| 7 | Elise Mertensová (BEL)            |            |            |            |           |           |           |           |           | ●         |         |         | ●             | ●             | 3      | 4      | 0      |
| 7 | Demi Schuursová (NED)             |            |            |            |           |           |           |           |           | ●         |         | ●       |               | ●             | 0      | 7      | 0      |
| 6 | Ashleigh Bartyová (AUS)           |            | ●          |            | ●         |           |           | ●         |           | ●         |         |         | ●             |               | 2      | 4      | 0      |
| 5 | Petra Kvitová (CZE)               |            |            |            |           |           | ●         |           | ●         |           | ●       |         | ●             |               | 5      | 0      | 0      |
| 4 | Tímea Babosová (HUN)              |            | ●          |            |           | ●         |           |           |           |           |         | ●       | ●             |               | 1      | 3      | 0      |
| 4 | Simona Halepová (ROU)             | ●          |            |            |           |           |           |           | ●         |           |         |         | ●             | ●             | 3      | 1      | 0      |
| 4 | Gabriela Dabrowská (CAN)          |            |            | ●          |           |           |           |           |           | ●         |         | ●       |               |               | 0      | 3      | 1      |
| 4 | Elina Svitolinová (UKR)           |            |            |            | ●         |           |           |           | ●         |           | ●       |         |               |               | 4      | 0      | 0      |
| 4 | Kiki Bertensová (NED)             |            |            |            |           |           |           |           | ●         |           | ●       | ●       | ●             |               | 3      | 1      | 0      |
| 3 | Kristina Mladenovicová (FRA)      |            | ●          |            |           | ●         |           |           |           |           |         | ●       |               |               | 0      | 3      | 0      |
| 3 | Caroline Wozniacká (DEN)          | ●          |            |            |           |           | ●         |           |           |           | ●       |         |               |               | 3      | 0      | 0      |
| 3 | Nicole Melicharová (USA)          |            |            | ●          |           |           |           |           |           |           |         |         |               | ●             | 0      | 2      | 1      |
| 3 | Barbora Strýcová (CZE)            |            |            |            |           |           |           | ●         |           |           |         | ●       |               |               | 0      | 3      | 0      |
| 3 | Čang Šuaj (CHN)                   |            |            |            |           |           |           |           |           |           |         |         |               | ●             | 0      | 3      | 0      |
| 3 | Květa Peschkeová (CZE)            |            |            |            |           |           |           |           |           |           |         | ●       |               | ●             | 0      | 3      | 0      |
| 2 | Naomi Ósakaová (JPN)              | ●          |            |            |           |           | ●         |           |           |           |         |         |               |               | 2      | 0      | 0      |
| 2 | Angelique Kerberová (GER)         | ●          |            |            |           |           |           |           |           |           | ●       |         |               |               | 2      | 0      | 0      |
| 2 | Barbora Krejčíková (CZE)          |            | ●          |            |           |           |           |           |           |           |         |         |               |               | 0      | 2      | 0      |
| 2 | Kateřina Siniaková (CZE)          |            | ●          |            |           |           |           |           |           |           |         |         |               |               | 0      | 2      | 0      |
| 2 | Coco Vandewegheová (USA)          |            | ●          |            |           |           |           | ●         |           |           |         |         |               |               | 0      | 2      | 0      |
| 2 | Latisha Chan (TPE)                |            |            | ●          |           |           |           |           |           |           |         | ●       |               |               | 0      | 1      | 1      |
| 2 | Jekatěrina Makarovová (RUS)       |            |            |            |           |           |           | ●         |           | ●         |         |         |               |               | 0      | 2      | 0      |
| 2 | Andrea Sestini Hlaváčková (CZE)   |            |            |            |           |           |           | ●         |           |           |         | ●       |               |               | 0      | 2      | 0      |
| 2 | Aryna Sabalenková (BLR)           |            |            |            |           |           |           |           | ●         |           | ●       |         |               |               | 2      | 0      | 0      |
| 2 | Karolína Plíšková (CZE)           |            |            |            |           |           |           |           |           |           | ●       |         |               |               | 2      | 0      | 0      |
| 2 | Sü I-fan (CHN)                    |            |            |            |           |           |           |           |           |           |         | ●       |               |               | 0      | 2      | 0      |
| 2 | Mihaela Buzărnescuová (ROU)       |            |            |            |           |           |           |           |           |           | ●       |         |               | ●             | 1      | 1      | 0      |
| 2 | Katarina Srebotniková (SLO)       |            |            |            |           |           |           |           |           |           |         | ●       |               | ●             | 0      | 2      | 0      |
| 2 | Věra Zvonarevová (RUS)            |            |            |            |           |           |           |           |           |           |         | ●       |               | ●             | 0      | 2      | 0      |
| 2 | Julia Görgesová (GER)             |            |            |            |           |           |           |           |           |           |         |         | ●             |               | 2      | 0      | 0      |
| 2 | Pauline Parmentierová (FRA)       |            |            |            |           |           |           |           |           |           |         |         | ●             |               | 2      | 0      | 0      |
| 2 | Wang Čchiang (CHN)                |            |            |            |           |           |           |           |           |           |         |         | ●             |               | 2      | 0      | 0      |
| 2 | Olga Danilovićová (SRB)           |            |            |            |           |           |           |           |           |           |         |         | ●             | ●             | 1      | 1      | 0      |
| 2 | Johanna Larssonová (SWE)          |            |            |            |           |           |           |           |           |           |         |         | ●             | ●             | 1      | 1      | 0      |
| 2 | Tatjana Mariová (GER)             |            |            |            |           |           |           |           |           |           |         |         | ●             | ●             | 1      | 1      | 0      |
| 2 | Alison Van Uytvancková (BEL)      |            |            |            |           |           |           |           |           |           |         |         | ●             | ●             | 1      | 1      | 0      |
| 2 | Irina-Camelia Beguová (ROU)       |            |            |            |           |           |           |           |           |           |         |         |               | ●             | 0      | 2      | 0      |
| 2 | Kirsten Flipkensová (BEL)         |            |            |            |           |           |           |           |           |           |         |         |               | ●             | 0      | 2      | 0      |
| 2 | Raluca Olaruová (ROU)             |            |            |            |           |           |           |           |           |           |         |         |               | ●             | 0      | 2      | 0      |
| 2 | Sie Šu-wej (TPE)                  |            |            |            |           |           |           | ●         |           |           |         |         | ●             |               | 1      | 1      | 0      |
| 1 | Bethanie Matteková-Sandsová (USA) |            |            | ●          |           |           |           |           |           |           |         |         |               |               | 0      | 0      | 1      |
| 1 | Sloane Stephensová (USA)          |            |            |            |           |           | ●         |           |           |           |         |         |               |               | 1      | 0      | 0      |
| 1 | Jelena Vesninová (RUS)            |            |            |            |           |           |           | ●         |           |           |         |         |               |               | 0      | 1      | 0      |
| 1 | Lucie Hradecká (CZE)              |            |            |            |           |           |           |           |           | ●         |         |         |               |               | 0      | 1      | 0      |
| 1 | Jeļena Ostapenková (LAT)          |            |            |            |           |           |           |           |           | ●         |         |         |               |               | 0      | 1      | 0      |
| 1 | Darja Kasatkinová (RUS)           |            |            |            |           |           |           |           |           |           | ●       |         |               |               | 1      | 0      | 0      |
| 1 | Raquel Atawová (USA)              |            |            |            |           |           |           |           |           |           |         | ●       |               |               | 0      | 1      | 0      |
| 1 | Timea Bacsinszká (SUI)            |            |            |            |           |           |           |           |           |           |         | ●       |               |               | 0      | 1      | 0      |
| 1 | Jang Čao-süan (CHN)               |            |            |            |           |           |           |           |           |           |         | ●       |               |               | 0      | 1      | 0      |
| 1 | Čan Chao-čching (TPE)             |            |            |            |           |           |           |           |           |           |         | ●       |               |               | 0      | 1      | 0      |
| 1 | Anna-Lena Grönefeldová (GER)      |            |            |            |           |           |           |           |           |           |         | ●       |               |               | 0      | 1      | 0      |
| 1 | Miju Katová (JPN)                 |            |            |            |           |           |           |           |           |           |         | ●       |               |               | 0      | 1      | 0      |
| 1 | Alla Kudrjavcevová (RUS)          |            |            |            |           |           |           |           |           |           |         | ●       |               |               | 0      | 1      | 0      |
| 1 | Makoto Ninomijová (JPN)           |            |            |            |           |           |           |           |           |           |         | ●       |               |               | 0      | 1      | 0      |
| 1 | Alexandra Panovová (RUS)          |            |            |            |           |           |           |           |           |           |         | ●       |               |               | 0      | 1      | 0      |
| 1 | Laura Siegemundová (GER)          |            |            |            |           |           |           |           |           |           |         | ●       |               |               | 0      | 1      | 0      |
| 1 | Alizé Cornetová (FRA)             |            |            |            |           |           |           |           |           |           |         |         | ●             |               | 1      | 0      | 0      |
| 1 | Caroline Garciaová (FRA)          |            |            |            |           |           |           |           |           |           |         |         | ●             |               | 1      | 0      | 0      |
| 1 | Margarita Gasparjanová (RUS)      |            |            |            |           |           |           |           |           |           |         |         | ●             |               | 1      | 0      | 0      |
| 1 | Camila Giorgiová (ITA)            |            |            |            |           |           |           |           |           |           |         |         | ●             |               | 1      | 0      | 0      |
| 1 | Aleksandra Krunićová (SRB)        |            |            |            |           |           |           |           |           |           |         |         | ●             |               | 1      | 0      | 0      |
| 1 | Světlana Kuzněcovová (RUS)        |            |            |            |           |           |           |           |           |           |         |         | ●             |               | 1      | 0      | 0      |
| 1 | Garbiñe Muguruzaová (ESP)         |            |            |            |           |           |           |           |           |           |         |         | ●             |               | 1      | 0      | 0      |
| 1 | Anastasija Pavljučenkovová (RUS)  |            |            |            |           |           |           |           |           |           |         |         | ●             |               | 1      | 0      | 0      |
| 1 | Anna Karolína Schmiedlová (SVK)   |            |            |            |           |           |           |           |           |           |         |         | ●             |               | 1      | 0      | 0      |
| 1 | Anastasija Sevastovová (LAT)      |            |            |            |           |           |           |           |           |           |         |         | ●             |               | 1      | 0      | 0      |
| 1 | Lesja Curenková (UKR)             |            |            |            |           |           |           |           |           |           |         |         | ●             |               | 1      | 0      | 0      |
| 1 | Dajana Jastremská (UKR)           |            |            |            |           |           |           |           |           |           |         |         | ●             |               | 1      | 0      | 0      |
| 1 | Monique Adamczaková (AUS)         |            |            |            |           |           |           |           |           |           |         |         |               | ●             | 0      | 1      | 0      |
| 1 | Anna Blinkovová (RUS)             |            |            |            |           |           |           |           |           |           |         |         |               | ●             | 0      | 1      | 0      |
| 1 | Naomi Broadyová (GBR)             |            |            |            |           |           |           |           |           |           |         |         |               | ●             | 0      | 1      | 0      |
| 1 | Tuan Jing-jing (CHN)              |            |            |            |           |           |           |           |           |           |         |         |               | ●             | 0      | 1      | 0      |
| 1 | Sara Erraniová (ITA)              |            |            |            |           |           |           |           |           |           |         |         |               | ●             | 0      | 1      | 0      |
| 1 | Alexa Guarachiová (CHI)           |            |            |            |           |           |           |           |           |           |         |         |               | ●             | 0      | 1      | 0      |
| 1 | Georgina García Pérezová (ESP)    |            |            |            |           |           |           |           |           |           |         |         |               | ●             | 0      | 1      | 0      |
| 1 | Han Na-lae (KOR)                  |            |            |            |           |           |           |           |           |           |         |         |               | ●             | 0      | 1      | 0      |
| 1 | Eri Hozumiová (JPN)               |            |            |            |           |           |           |           |           |           |         |         |               | ●             | 0      | 1      | 0      |
| 1 | Chan Sin-jün (CHN)                |            |            |            |           |           |           |           |           |           |         |         |               | ●             | 0      | 1      | 0      |
| 1 | Choi Ji-hee (KOR)                 |            |            |            |           |           |           |           |           |           |         |         |               | ●             | 0      | 1      | 0      |
| 1 | Dalila Jakupovićová (SLO)         |            |            |            |           |           |           |           |           |           |         |         |               | ●             | 0      | 1      | 0      |
| 1 | Irina Chromačovová (RUS)          |            |            |            |           |           |           |           |           |           |         |         |               | ●             | 0      | 1      | 0      |
| 1 | Darija Juraková (CRO)             |            |            |            |           |           |           |           |           |           |         |         |               | ●             | 0      | 1      | 0      |
| 1 | Desirae Krawczyková (USA)         |            |            |            |           |           |           |           |           |           |         |         |               | ●             | 0      | 1      | 0      |
| 1 | Liang Čchen (CHN)                 |            |            |            |           |           |           |           |           |           |         |         |               | ●             | 0      | 1      | 0      |
| 1 | Andreja Klepačová (SLO)           |            |            |            |           |           |           |           |           |           |         |         |               | ●             | 0      | 1      | 0      |
| 1 | MJ Martínez Sánchezová (ESP)      |            |            |            |           |           |           |           |           |           |         |         |               | ●             | 0      | 1      | 0      |
| 1 | Greet Minnenová (BEL)             |            |            |            |           |           |           |           |           |           |         |         |               | ●             | 0      | 1      | 0      |
| 1 | Andreea Mituová (ROU)             |            |            |            |           |           |           |           |           |           |         |         |               | ●             | 0      | 1      | 0      |
| 1 | Jessica Mooreová (AUS)            |            |            |            |           |           |           |           |           |           |         |         |               | ●             | 0      | 1      | 0      |
| 1 | Asia Muhammadová (USA)            |            |            |            |           |           |           |           |           |           |         |         |               | ●             | 0      | 1      | 0      |
| 1 | Anastasija Potapovová (RUS)       |            |            |            |           |           |           |           |           |           |         |         |               | ●             | 0      | 1      | 0      |
| 1 | Alicja Rosolská (POL)             |            |            |            |           |           |           |           |           |           |         |         |               | ●             | 0      | 1      | 0      |
| 1 | Maria Sanchezová (USA)            |            |            |            |           |           |           |           |           |           |         |         |               | ●             | 0      | 1      | 0      |
| 1 | Bibiane Schoofsová (NED)          |            |            |            |           |           |           |           |           |           |         |         |               | ●             | 0      | 1      | 0      |
| 1 | Sara Sorribesová Tormová (ESP)    |            |            |            |           |           |           |           |           |           |         |         |               | ●             | 0      | 1      | 0      |
| 1 | Abigail Spearsová (USA)           |            |            |            |           |           |           |           |           |           |         |         |               | ●             | 0      | 1      | 0      |
| 1 | Fanny Stollárová (HUN)            |            |            |            |           |           |           |           |           |           |         |         |               | ●             | 0      | 1      | 0      |
| 1 | Samantha Stosurová (AUS)          |            |            |            |           |           |           |           |           |           |         |         |               | ●             | 0      | 1      | 0      |
| 1 | Tchang Čchien-chuej (CHN)         |            |            |            |           |           |           |           |           |           |         |         |               | ●             | 0      | 1      | 0      |
| 1 | Ťiang Sin-jü (CHN)                |            |            |            |           |           |           |           |           |           |         |         |               | ●             | 0      | 1      | 0      |
| 1 | Wang Ja-fan (CHN)                 |            |            |            |           |           |           |           |           |           |         |         |               | ●             | 0      | 1      | 0      |
| 1 | Heather Watsonová (GBR)           |            |            |            |           |           |           |           |           |           |         |         |               | ●             | 0      | 1      | 0      |
| 1 | Tamara Zidanšeková (SLO)          |            |            |            |           |           |           |           |           |           |         |         |               | ●             | 0      | 1      | 0      |
| 1 | Nadija Kičenoková (UKR)           |            |            |            |           | ●         |           |           |           |           |         |         |               |               | 0      | 1      | 0      |
| 1 | Ljudmyla Kičenoková (UKR)         |            |            |            |           | ●         |           |           |           |           |         |         |               |               | 0      | 1      | 0      |

### Tituly podle států
|    |                    | Grand Slam | Grand Slam | Grand Slam | Závěrečné | Závěrečné | Mandatory | Mandatory | Premier 5 | Premier 5 | Premier | Premier | International | International | Celkem | Celkem | Celkem |
| T  | Stát               | D          | Č          | X          | D         | Č         | D         | Č         | D         | Č         | D       | Č       | D             | Č             | D      | Č      | X      |
| -- | ------------------ | ---------- | ---------- | ---------- | --------- | --------- | --------- | --------- | --------- | --------- | ------- | ------- | ------------- | ------------- | ------ | ------ | ------ |
| 16 | Česko              |            | 2          |            |           |           | 1         | 2         | 1         | 1         | 4       | 2       | 1             | 2             | 7      | 9      | 0      |
| 12 | Rusko              |            |            |            |           |           |           | 1         |           | 1         | 1       | 3       | 3             | 3             | 4      | 8      | 0      |
| 11 | USA                |            | 1          | 2          |           |           | 1         | 1         |           |           |         | 1       |               | 5             | 1      | 8      | 2      |
| 11 | Nizozemsko         |            |            |            |           |           |           |           | 1         | 3         | 1       | 1       | 1             | 4             | 3      | 8      | 0      |
| 11 | Čína               |            |            |            |           |           |           |           |           |           |         | 3       | 2             | 6             | 2      | 9      | 0      |
| 10 | Belgie             |            |            |            |           |           |           |           |           | 1         |         |         | 4             | 5             | 4      | 6      | 0      |
| 8  | Rumunsko           | 1          |            |            |           |           |           |           | 1         |           | 1       |         | 1             | 4             | 4      | 4      | 0      |
| 8  | Německo            | 1          |            |            |           |           |           |           |           |           | 1       | 2       | 3             | 1             | 5      | 3      | 0      |
| 8  | Austrálie          |            | 1          |            | 1         |           |           | 1         |           | 2         |         |         | 1             | 2             | 2      | 6      | 0      |
| 7  | Francie            |            | 1          |            |           | 1         |           |           |           |           |         | 1       | 4             |               | 4      | 3      | 0      |
| 7  | Ukrajina           |            |            |            | 1         | 1         |           |           | 1         |           | 2       |         | 2             |               | 6      | 1      | 0      |
| 5  | Maďarsko           |            | 1          |            |           | 1         |           |           |           |           |         | 1       | 1             | 1             | 1      | 4      | 0      |
| 5  | Čínská Tchaj-pej   |            |            | 1          |           |           |           | 1         |           |           |         | 2       | 1             |               | 1      | 3      | 1      |
| 5  | Slovinsko          |            |            |            |           |           |           |           |           |           |         | 1       |               | 4             | 0      | 5      | 0      |
| 4  | Kanada             |            |            | 1          |           |           |           |           |           | 1         |         | 2       |               |               | 0      | 3      | 1      |
| 4  | Japonsko           | 1          |            |            |           |           | 1         |           |           |           |         | 1       |               | 1             | 2      | 2      | 0      |
| 4  | Španělsko          |            |            |            |           |           |           |           |           |           |         |         | 1             | 3             | 1      | 3      | 0      |
| 3  | Dánsko             | 1          |            |            |           |           | 1         |           |           |           | 1       |         |               |               | 3      | 0      | 0      |
| 3  | Srbsko             |            |            |            |           |           |           |           |           |           |         |         | 2             | 1             | 2      | 1      | 0      |
| 2  | Bělorusko          |            |            |            |           |           |           |           | 1         |           | 1       |         |               |               | 2      | 0      | 0      |
| 2  | Lotyšsko           |            |            |            |           |           |           |           |           | 1         |         |         | 1             |               | 1      | 1      | 0      |
| 2  | Itálie             |            |            |            |           |           |           |           |           |           |         |         | 1             | 1             | 1      | 1      | 0      |
| 2  | Švédsko            |            |            |            |           |           |           |           |           |           |         |         | 1             | 1             | 1      | 1      | 0      |
| 2  | Spojené království |            |            |            |           |           |           |           |           |           |         |         |               | 2             | 0      | 2      | 0      |
| 1  | Švýcarsko          |            |            |            |           |           |           |           |           |           |         | 1       |               |               | 0      | 1      | 0      |
| 1  | Slovensko          |            |            |            |           |           |           |           |           |           |         |         | 1             |               | 1      | 0      | 0      |
| 1  | Chile              |            |            |            |           |           |           |           |           |           |         |         |               | 1             | 0      | 1      | 0      |
| 1  | Chorvatsko         |            |            |            |           |           |           |           |           |           |         |         |               | 1             | 0      | 1      | 0      |
| 1  | Polsko             |            |            |            |           |           |           |           |           |           |         |         |               | 1             | 0      | 1      | 0      |
| 1  | Jižní Korea        |            |            |            |           |           |           |           |           |           |         |         |               | 1             | 0      | 1      | 0      |

### Premiérové tituly

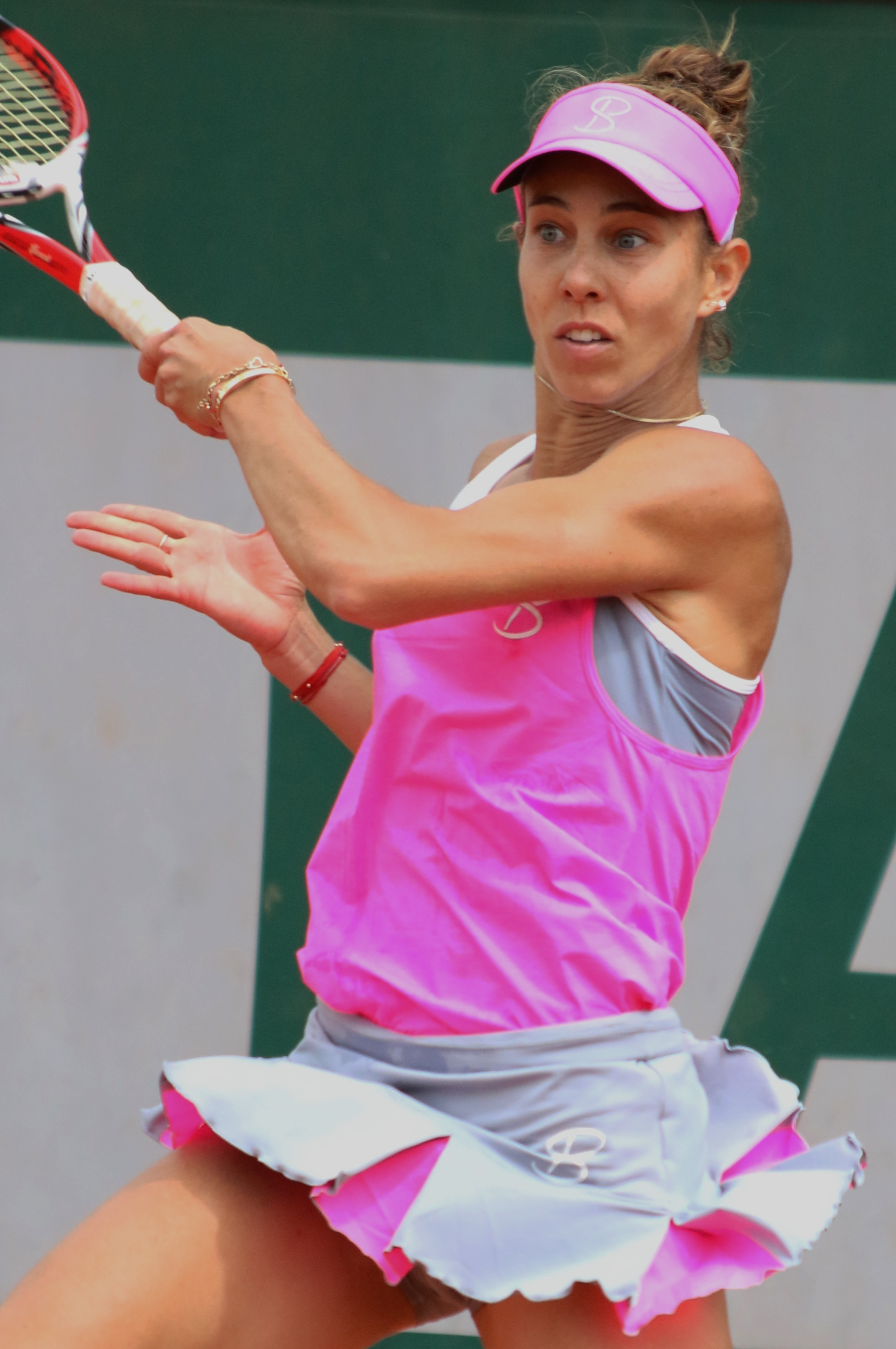
Rumunka Mihaela Buzărnescuová získala své premiérové tituly, ve dvouhře na Silicon Valley Classic v San José a ve čtyřhře na štrasburském Internationaux de Strasbourg

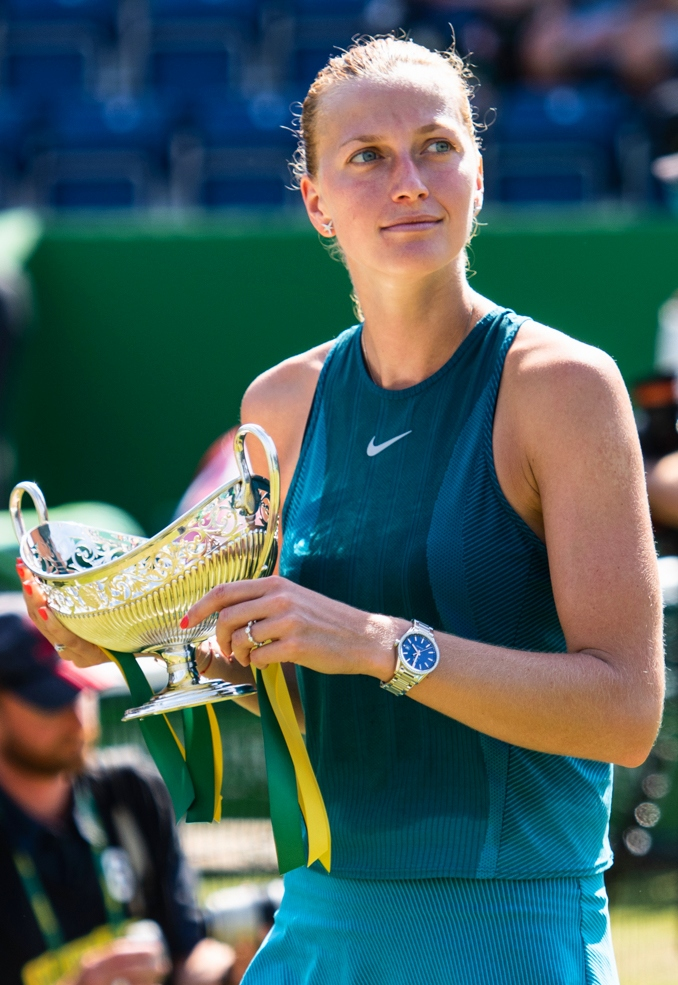
Petra Kvitová obhájila trofej na červnovém Nature Valley Classic v Birminghamu a jako jediná tak vyhrála pět singlových titulů v sezóně 2018

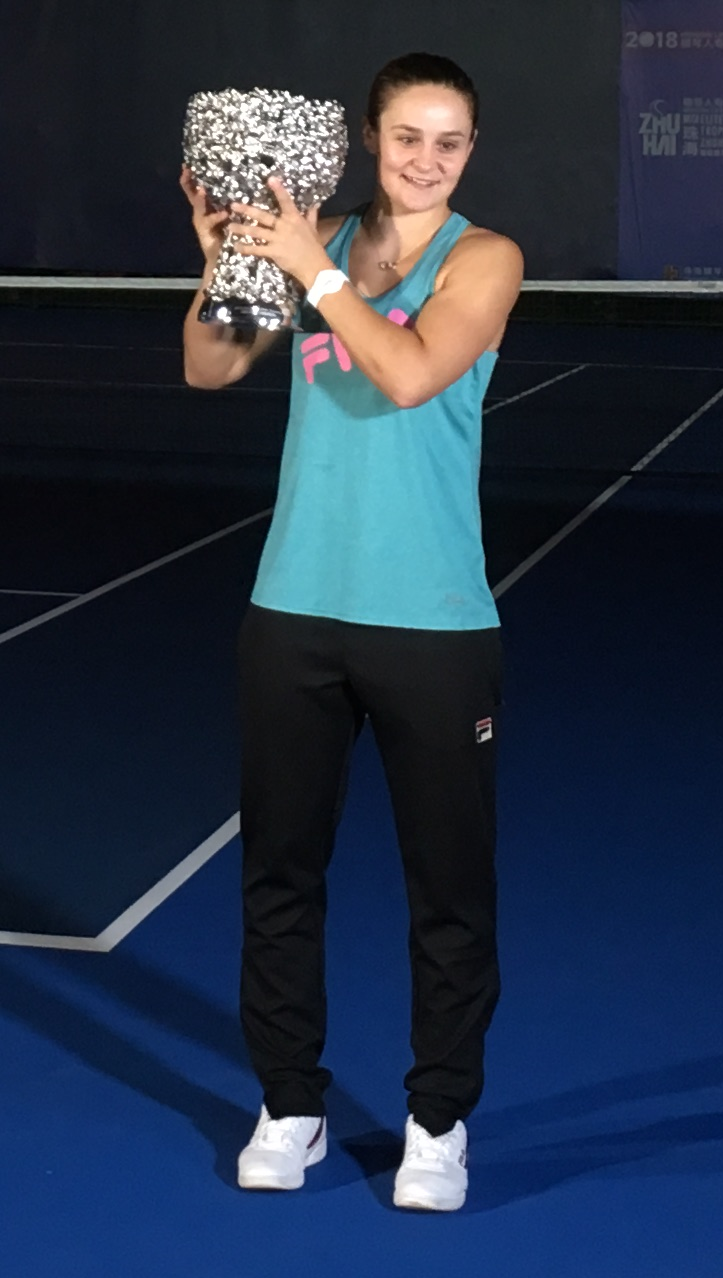
Ashleigh Bartyová s trofejí ze závěrečného WTA Elite Trophy v Ču-chaji

Hráčky, které získaly první titul ve dvouhře, ve čtyřhře nebo ve smíšené čtyřhře:

#### Dvouhra
- Naomi Ósakaová – Indian Wells (pavouk)
- Aleksandra Krunićová – 's-Hertogenbosch (pavouk)
- Tatjana Mariová – Mallorca (pavouk)
- Olga Danilovićová – Moskva (pavouk)
- Wang Čchiang – Nan-čchang (pavouk)
- Mihaela Buzărnescuová – San José (pavouk)
- Aryna Sabalenková – New Haven (pavouk)
- Dajana Jastremská – Hongkong (pavouk)

#### Čtyřhra
- Simona Halepová – Šen-čen (pavouk)
- Bibiane Schoofsová – Auckland (pavouk)
- Georgina Garcíaová Pérezová – Budapešť (pavouk)
- Fanny Stollárová – Budapešť (pavouk)
- Naomi Broadyová – Monterrey (pavouk)
- Sara Sorribesová Tormová – Monterrey (pavouk)
- Irina Chromačovová – Bogotá (pavouk)
- Anna Blinkovová – Rabat (pavouk)
- Mihaela Buzărnescuová – Štrasburk (pavouk)
- Alexa Guarachiová – Gstaad (pavouk)
- Desirae Krawczyková – Gstaad (pavouk)
- Anastasija Potapovová – Moskva (pavouk)
- Choi Ji-hee – Seoul (pavouk)
- Han Na-lae – Seoul (pavouk)
- Olga Danilovićová – Taškent (pavouk)
- Tamara Zidanšeková – Taškent (pavouk)
- Greet Minnenová – Lucemburk (pavouk)
- Alison Van Uytvancková – Lucemburk (pavouk)

#### Smíšená čtyřhra
- Latisha Chan – French Open (pavouk)
- Nicole Melicharová – Wimbledon (pavouk)

### Obhájené tituly
Hráčky, které obhájily titul:

#### Dvouhra
- Elise Mertensová – Hobart (pavouk)
- Elina Svitolinová – Dubaj (pavouk), Řím (pavouk)
- Lesja Curenková – Acapulco (pavouk)
- Petra Kvitová – Birmingham (pavouk)

#### Čtyřhra
- Raquel Atawová – Stuttgart (pavouk)
- Květa Peschkeová – Praha (pavouk)
- Irina-Camelia Beguová – Bukurešť (pavouk)
- Ťiang Sin-jü – Nan-čchang (pavouk)
- Tchang Čchien-chuej – Nan-čchang (pavouk)
- Johanna Larssonová – Linec (pavouk)
- Tímea Babosová – WTA Finals – Singapur (pavouk)

## Žebříček
Žebříček WTA Championships Race určil hráčky, které se kvalifikovaly na Turnaj mistryň. Žebříček WTA a jeho konečné pořadí na konci sezóny byl sestaven na základě bodového hodnocení tenistek za posledních 52 týdnů.

### Dvouhra
Tabulky uvádí 20 nejvýše postavených hráček na singlových žebříčcích WTA Championships Race a konečné klasifikaci WTA v sezóně 2018. Šedý podklad vlevo uvádí hráčky, které aktivně zasáhly do Turnaje mistryň. Žlutý podklad vlevo uvádí odhlášené hráčky.
| Žebříček WTA Race | Žebříček WTA Race                          | Žebříček WTA Race | Žebříček WTA Race | Žebříček WTA Race |
| Poř.              | tenistka (✓ – kvalifikována x – odhlášena) | body              | turnajů           |                   |
| ----------------- | ------------------------------------------ | ----------------- | ----------------- | ----------------- |
| 1.                | Simona Halepová ✓ x                        | 6 920             | 17                |                   |
| 2.                | Angelique Kerberová ✓                      | 5 820             | 19                |                   |
| 3.                | Caroline Wozniacká ✓                       | 5 585             | 19                |                   |
| 4.                | Elina Svitolinová ✓                        | 5 250             | 19                |                   |
| 5.                | Naomi Ósakaová ✓                           | 5 085             | 20                |                   |
| 6.                | Sloane Stephensová ✓                       | 5 022             | 20                |                   |
| 7.                | Petra Kvitová ✓                            | 4 530             | 21                |                   |
| 8.                | Karolína Plíšková ✓                        | 4 365             | 23                |                   |
| 9.                | Kiki Bertensová ✓                          | 4 305             | 25                |                   |
| 10.               | Darja Kasatkinová                          | 3 415             | 24                |                   |
| 11.               | Aryna Sabalenková                          | 3 245             | 27                |                   |
| 12.               | Anastasija Sevastovová                     | 3 240             | 23                |                   |
| 13.               | Elise Mertensová                           | 3 165             | 23                |                   |
| 14.               | Julia Görgesová                            | 3 055             | 24                |                   |
| 15.               | Ashleigh Bartyová                          | 2 985             | 21                |                   |
| 16.               | Serena Williamsová                         | 2 976             | 10                |                   |
| 17.               | Madison Keysová                            | 2 976             | 17                |                   |
| 18.               | Garbiñe Muguruzaová                        | 2 910             | 23                |                   |
| 19.               | Caroline Garciaová                         | 2 660             | 23                |                   |
| 20.               | Wang Čchiang                               | 2 485             | 24                |                   |

| Konečný žebříček WTA | Konečný žebříček WTA         | Konečný žebříček WTA | Konečný žebříček WTA | Konečný žebříček WTA | Konečný žebříček WTA | Konečný žebříček WTA | Konečný žebříček WTA |
| Poř.                 | hráčka                       | bodů                 | tours                | '17                  | max                  | min                  | '17→'18              |
| -------------------- | ---------------------------- | -------------------- | -------------------- | -------------------- | -------------------- | -------------------- | -------------------- |
| 1.                   | Simona Halepová (ROU)        | 6 921                | 17                   | 1.                   | 1.                   | 2.                   | ▬                    |
| 2.                   | Angelique Kerberová (GER)    | 5 875                | 19                   | 21.                  | 2.                   | 22.                  | ▲ 19                 |
| 3.                   | Caroline Wozniacká (DEN)     | 5 586                | 19                   | 3.                   | 1.                   | 3.                   | ▬                    |
| 4.                   | Elina Svitolinová (UKR)      | 5 350                | 19                   | 6.                   | 3.                   | 7.                   | ▲ 2                  |
| 5.                   | Naomi Ósakaová (JPN)         | 5 115                | 20                   | 68.                  | 4.                   | 72.                  | ▲ 63                 |
| 6.                   | Sloane Stephensová (USA)     | 5 023                | 20                   | 13.                  | 3.                   | 13.                  | ▲ 7                  |
| 7.                   | Petra Kvitová (CZE)          | 4 630                | 21                   | 29.                  | 5.                   | 29.                  | ▲ 22                 |
| 8.                   | Karolína Plíšková (CZE)      | 4 465                | 23                   | 4.                   | 5.                   | 9.                   | ▼ 4                  |
| 9.                   | Kiki Bertensová (NED)        | 4 335                | 25                   | 31.                  | 9.                   | 32.                  | ▲ 22                 |
| 10.                  | Darja Kasatkinová (RUS)      | 3 415                | 24                   | 21.                  | 10.                  | 25.                  | ▲ 14                 |
| 11.                  | Aryna Sabalenková (BLR)      | 3 245                | 27                   | 78.                  | 11.                  | 96.                  | ▲ 67                 |
| 12.                  | Anastasija Sevastovová (LAT) | 3 240                | 23                   | 16.                  | 11.                  | 21.                  | ▲ 4                  |
| 13.                  | Elise Mertensová (BEL)       | 3 165                | 23                   | 35.                  | 13.                  | 37.                  | ▲ 22                 |
| 14.                  | Julia Görgesová (GER)        | 3 055                | 24                   | 14.                  | 9                    | 14                   | ▬                    |
| 15.                  | Ashleigh Bartyová (AUS)      | 2 985                | 21                   | 17.                  | 15.                  | 21.                  | ▲ 2                  |
| 16.                  | Serena Williamsová (USA)     | 2 976                | 10.                  | 22.                  | 15.                  | —                    | ▲ 6                  |
| 17.                  | Madison Keysová (USA)        | 2 976                | 17                   | 19.                  | 10.                  | 20.                  | ▲ 2                  |
| 18.                  | Garbiñe Muguruzaová (ESP)    | 2 910                | 23                   | 2.                   | 2.                   | 18.                  | ▼ 16                 |
| 19.                  | Caroline Garciaová (FRA)     | 2 660                | 23                   | 8.                   | 4.                   | 19.                  | ▼ 11                 |
| 20.                  | Wang Čchiang (CHN)           | 2 485                | 24                   | 45.                  | 20.                  | 85.                  | ▲ 25                 |

#### Světové jedničky
| Světová jednička         | Datum nástupu       | Datum odchodu     |
| ------------------------ | ------------------- | ----------------- |
| Simona Halepová (ROU)    | začátek sezóny 2018 | 28. ledna 2018    |
| Caroline Wozniacká (DEN) | 29. ledna 2018      | 25. února 2018    |
| Simona Halepová (ROU)    | 26. února 2018      | konec sezóny 2018 |

#### Nové žebříčkové maximum

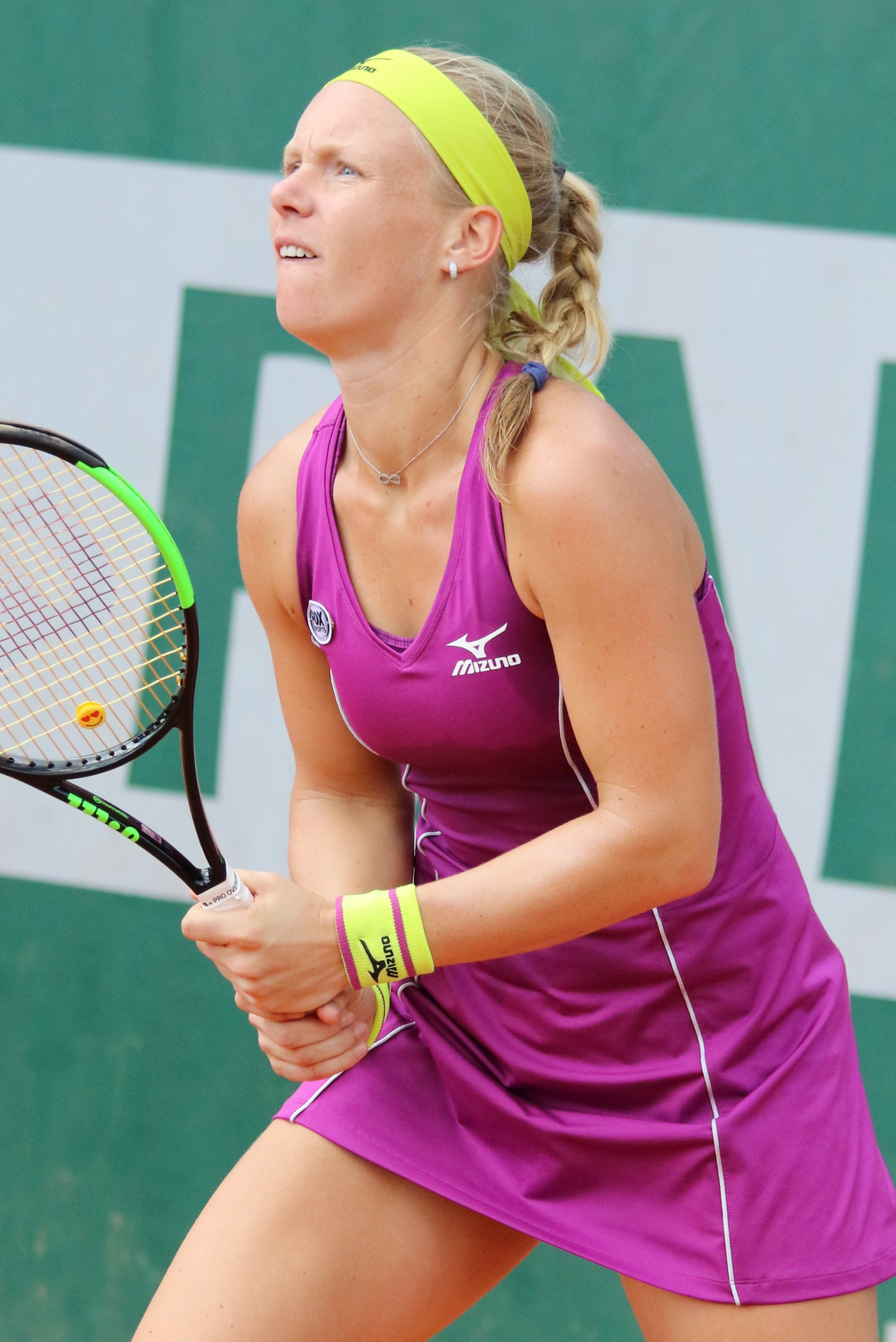
Nizozemka Kiki Bertensová premiérově pronikla do světové desítky ve dvouhře, kterou v říjnu 2018 uzavírala

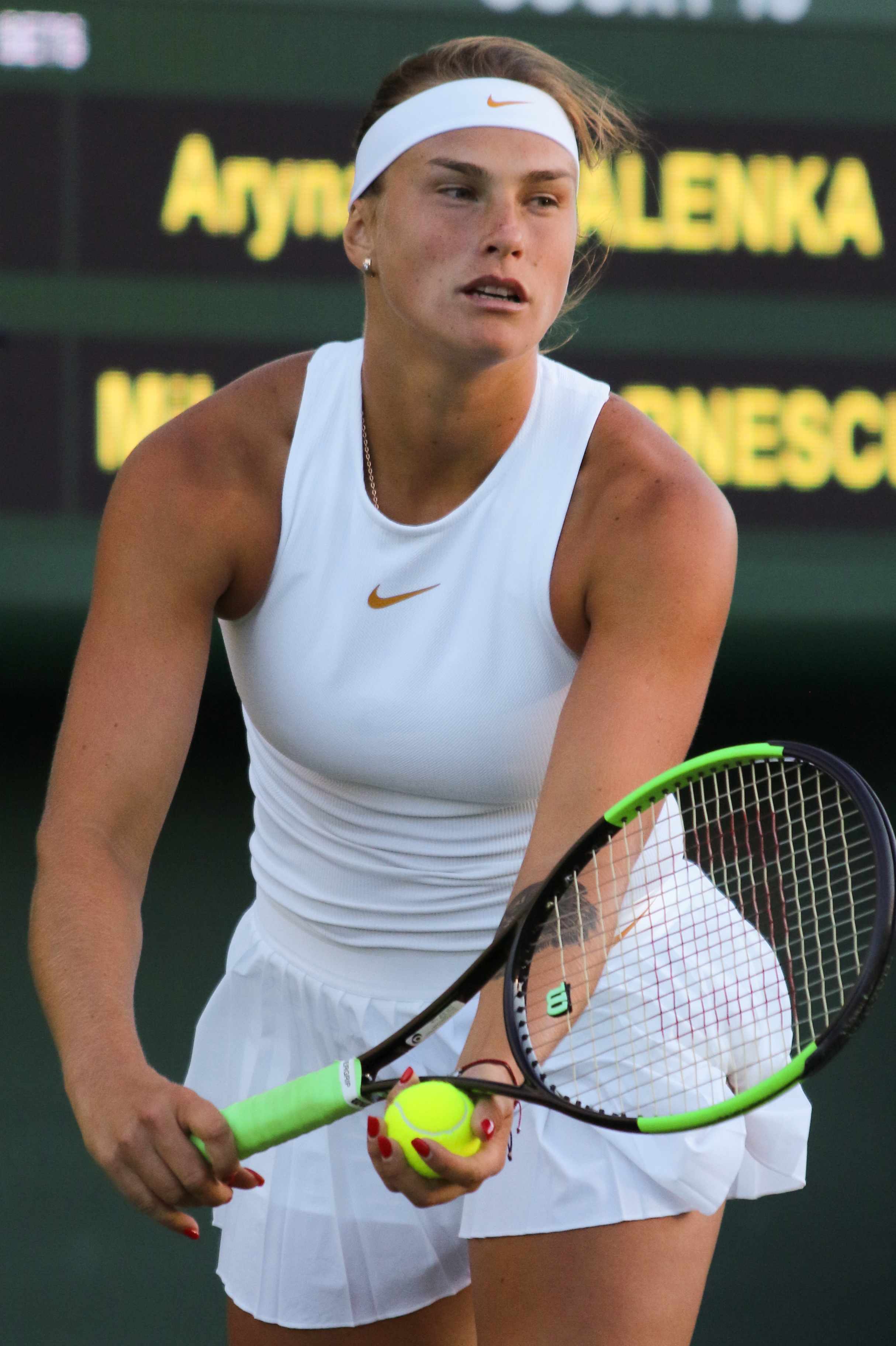
Běloruska Aryna Sabalenková díky prvním dvěma kariérním titulům z New Havenu a Wu-chanu atakovala během října 2018 elitní světovou desítku z 11. místa

Hráčky, které v sezóně 2018 zaznamenaly kariérní maximum v první padesátce žebříčku WTA (ztučnění u hráček, které v elitní světové desítce debutovaly):
- Carina Witthöftová (na 48. místo 8. ledna)
- Magdaléna Rybáriková (na 17. místo 5. března)
- Jeļena Ostapenková (na 5. místo 19. března)
- Markéta Vondroušová (na 50. místo 19. března)
- Aleksandra Krunićová (na 32. místo 18. června)
- Sloane Stephensová (na 3. místo 16. července)
- Mihaela Buzărnescuová (na 20. místo 6. srpna)
- Danielle Collinsová (na 35. místo 6. srpna)
- Alison Van Uytvancková (na 37. místo 13. srpna)
- Julia Görgesová (na 9. místo 20. srpna)
- Caroline Garciaová (na 4. místo 10. září)
- Lesja Curenková (na 26. místo 10. září)
- Aljaksandra Sasnovičová (na 30. místo 10. září)
- Maria Sakkariová (na 29. místo 24. září)
- Naomi Ósakaová (na 4. místo 8. října)
- Aryna Sabalenková (na 11. místo 8. října)
- Anastasija Sevastovová (na 11. místo 15. října)
- Kiki Bertensová (na 9. místo 22. října)
- Darja Kasatkinová (na 10. místo 22. října)
- Anett Kontaveitová (na 20. místo 22. října)
- Camila Giorgiová (na 26. místo 22. října)
- Kateřina Siniaková (na 31. místo 22. října)
- Petra Martićová (na 32. místo 22. října)
- Donna Vekićová (na 34. místo 22. října)
- Ajla Tomljanovićová (na 43. místo 22. října)
- Sofia Keninová (na 49. místo 22. října)
- Ashleigh Bartyová (na 15. místo 5. listopadu)
- Wang Čchiang (na 20. místo 5. listopadu)
- Elise Mertensová (na 13. místo 26. listopadu)
- Čeng Saj-saj (na 39. místo 26. listopadu)

### Čtyřhra
Tabulky uvádí 10 nejvýše postavených párů na závěrečném žebříčku WTA Championships Race, určující postup na Turnaj mistryň a 10 nejvýše postavených hráček na konečném žebříčku WTA ve čtyřhře sezóny 2018. 

#### Žebříček čtyřhry
| Žebříček párů WTA Race | Žebříček párů WTA Race                             | Žebříček párů WTA Race | Žebříček párů WTA Race | Žebříček párů WTA Race |
| Poř.                   | pár (✓ – kvalifikován)                             | bodů                   | turnajů                |                        |
| ---------------------- | -------------------------------------------------- | ---------------------- | ---------------------- | ---------------------- |
| 1.                     | Barbora Krejčíková ✓ Kateřina Siniaková            | 6 815                  | 14                     |                        |
| 2.                     | Tímea Babosová ✓ Kristina Mladenovicová            | 6 455                  | 14                     |                        |
| 3.                     | Andrea Sestini Hlaváčková ✓ Barbora Strýcová       | 4 795                  | 14                     |                        |
| 4.                     | Gabriela Dabrowská ✓ Sü I-fan                      | 4 180                  | 17                     |                        |
| 5.                     | Elise Mertensová ✓ Demi Schuursová                 | 4 025                  | 14                     |                        |
| 6.                     | Nicole Melicharová ✓ Květa Peschkeová              | 3 705                  | 22                     |                        |
| 7.                     | Andreja Klepačová ✓ María José Martínez Sánchezová | 3 505                  | 20                     |                        |
| 8.                     | Ashleigh Bartyová ✓ Coco Vandewegheová             | 3 237                  | 7                      |                        |
| 9.                     | Raquel Atawová Anna-Lena Grönefeldová              | 2 445                  | 22                     |                        |
| 10.                    | Alicja Rosolská Abigail Spearsová                  | 2 390                  | 27                     |                        |

| 1.  | Barbora Krejčíková (CZE)             | 7 775 |
| 1.  | Kateřina Siniaková (CZE)             | 7 775 |
| 3.  | Kristina Mladenovicová (FRA)         | 7 765 |
| 3.  | Tímea Babosová (HUN)                 | 7 765 |
| 5.  | Barbora Strýcová (CZE)               | 6 535 |
| 6.  | Jekatěrina Makarovová (RUS)          | 6 205 |
| 7.  | Ashleigh Bartyová (AUS)              | 6 101 |
| 8.  | Demi Schuursová (NED)                | 5 925 |
| 9.  | Andrea Sestini Hlaváčková (CZE)      | 5 840 |
| 10. | Gabriela Dabrowská (CAN)             | 5 085 |
| 11. | Elise Mertensová (BEL)               | 4 455 |
| 12. | Sü I-fan (CHN)                       | 4 370 |
| 13. | Květa Peschkeová (CZE)               | 4 245 |
| 14. | Coco Vandewegheová (USA)             | 4 097 |
| 15. | Nicole Melicharová (USA)             | 3 960 |
| 16. | Jelena Vesninová (RUS)               | 3 725 |
| 17. | María José Martínez Sánchezová (ESP) | 3 690 |
| 17. | Andreja Klepačová (SLO)              | 3 690 |
| 19. | Sie Šu-wej (TPE)                     | 3 650 |
| 20. | Makoto Ninomijová (JPN)              | 2 930 |

#### Světové jedničky
| Světová jednička                                   | Datum nástupu       | Datum odchodu     |
| -------------------------------------------------- | ------------------- | ----------------- |
| Latisha Chan (TPE) Martina Hingisová (SUI)         | začátek sezóny 2018 | 11. února 2018    |
| Latisha Chan (TPE)                                 | 12. února 2018      | 18. února 2018    |
| Latisha Chan (TPE) Martina Hingisová (SUI)         | 19. února 2018      | 18. března 2018   |
| Latisha Chan (TPE)                                 | 19. března 2018     | 10. června 2018   |
| Jekatěrina Makarovová (RUS) Jelena Vesninová (RUS) | 11. června 2018     | 15. července 2018 |
| Tímea Babosová (HUN)                               | 16. července 2018   | 12. srpna 2018    |
| Latisha Chan (TPE)                                 | 13. srpna 2018      | 19. srpna 2018    |
| Tímea Babosová (HUN)                               | 20. srpna 2018      | 21. října 2018    |
| Barbora Krejčíková (CZE) Kateřina Siniaková (CZE)  | 22. října 2018      | konec sezóny 2018 |

#### Nové žebříčkové maximum
Hráčky, které v sezóně 2018 zaznamenaly kariérní maximum v první padesátce deblového žebříčku WTA (ztučnění u hráček, které v elitní světové desítce debutovaly):

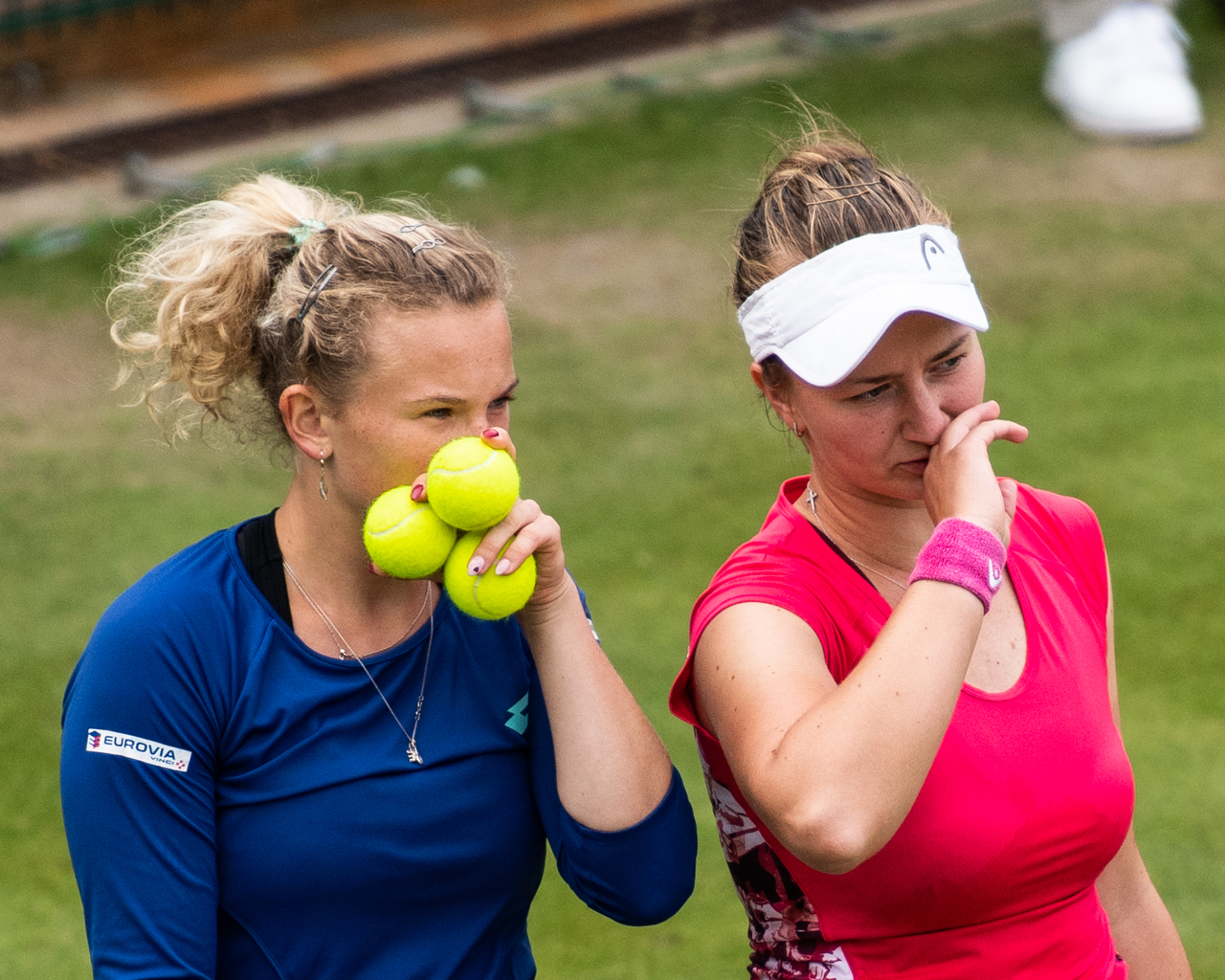
Češky Kateřina Siniaková s Barborou Krejčíkovou vyhrály čtyřhru na French Open a ve Wimbledonu, čímž se staly prvním párem od roku 2003, který získal tzv. Channel Slam, grandslamy na obou stranách Lamanšského kanálu

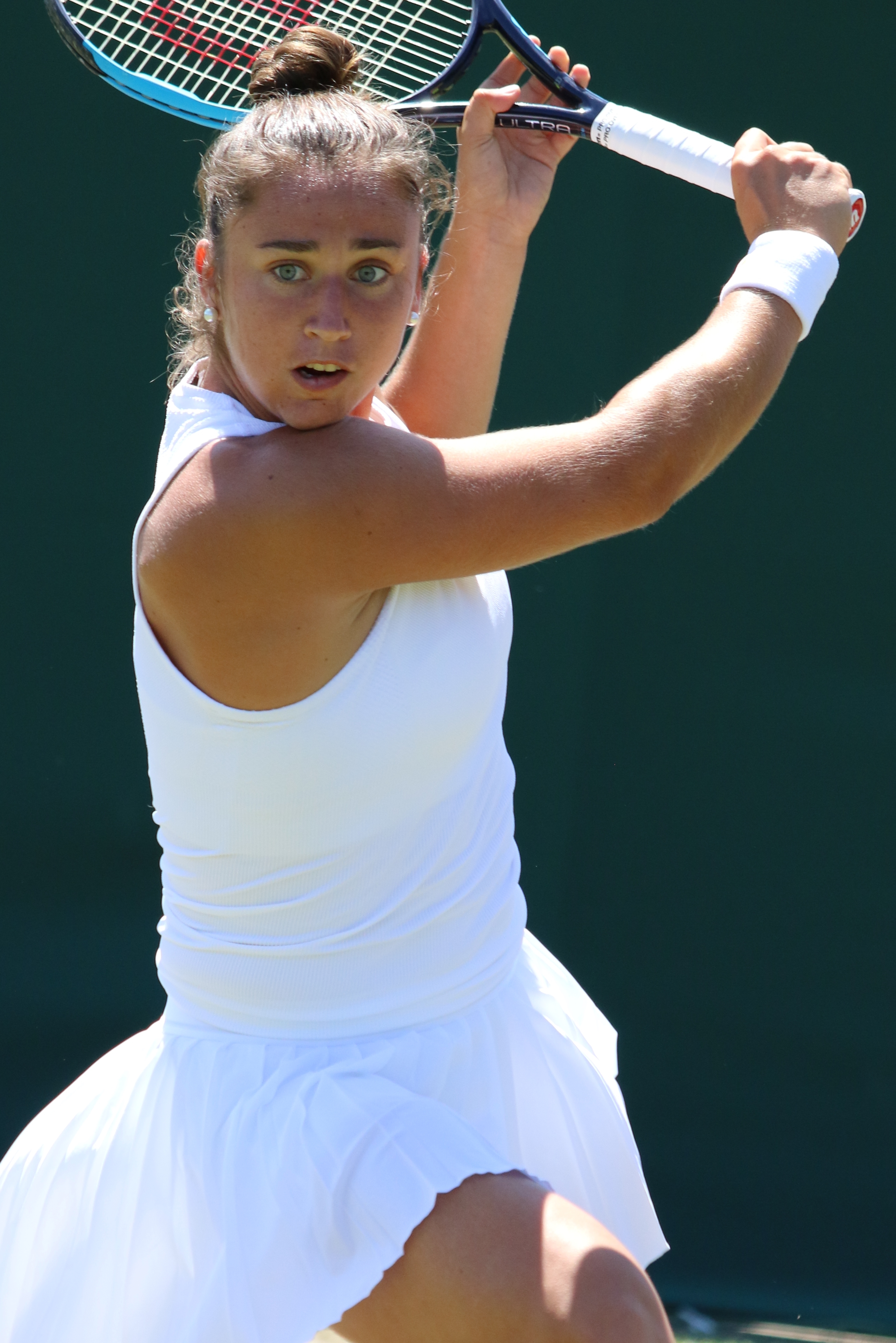
Španělka Sara Sorribesová Tormová si odvezla první trofej ze čtyřhry Monterrey Open

- Šúko Aojamová (na 27. místo 15. ledna)
- Nadija Kičenoková (na 36. místo 29. ledna)
- Nina Stojanovićová (na 50. místo 5. února)
- Monique Adamczaková (na 44. místo 19. února)
- Gabriela Dabrowská (na 7. místo 19. března)
- Sü I-fan (na 9. místo 19. března)
- Monica Niculescuová (na 11. místo 2. dubna)
- Kiki Bertensová (na 16. místo 16. dubna)
- Kirsten Flipkensová (na 35. místo 16. dubna)
- Ashleigh Bartyová (na 5. místo 21. května)
- Anna Smithová (na 46. místo 21. května)
- Jekatěrina Makarovová (na 1. místo 11. června)
- Jelena Vesninová (na 1. místo 11. června)
- Tímea Babosová (na 1. místo 16. července)
- Andreja Klepačová (na 12. místo 16. července)
- Jang Čao-süan (na 20. místo 13. srpna)
- Irina-Camelia Beguová (na 24. místo 13. srpna)
- Heather Watsonová (na 42. místo 20. srpna)
- Kaitlyn Christianová (na 49. místo 20. srpna)
- Dalila Jakupovićová (na 38. místo 10. září)
- Irina Chromačovová (na 45. místo 10. září)
- Irina-Camelia Beguová (na 22. místo 1. října)
- Ljudmyla Kičenoková (na 34. místo 1. října)
- Lidzija Marozavová (na 37. místo 1. října)
- Nicole Melicharová (na 15. místo 8. října)
- Barbora Krejčíková (na 1. místo 22. října)
- Kateřina Siniaková (na 1. místo 22. října)
- Demi Schuursová (na 7. místo 22. října)
- Elise Mertensová (na 11. místo 22. října)
- Makoto Ninomijová (na 20. místo 22. října2)
- Mihaela Buzărnescuová (na 24. místo 22. října)
- Alicja Rosolská (na 29. místo 22. října)
- Barbora Strýcová (na 5. místo 29. října)
- Coco Vandewegheová (na 14. místo 29. října)

## Výdělek hráček
| Nejvyšší výdělky tenistek v sezóně                                            | Nejvyšší výdělky tenistek v sezóně | Nejvyšší výdělky tenistek v sezóně | Nejvyšší výdělky tenistek v sezóně | Nejvyšší výdělky tenistek v sezóně | Nejvyšší výdělky tenistek v sezóně |
| Poř.                                                                          | hráčka                             | ve dvouhře                         | ve čtyřhře                         | v mixu                             | celkem                             |
| ----------------------------------------------------------------------------- | ---------------------------------- | ---------------------------------- | ---------------------------------- | ---------------------------------- | ---------------------------------- |
| 1.                                                                            | Simona Halepová                    | $6 314 890                         | $44 674                            | $0                                 | $7 409 564                         |
| 2.                                                                            | Caroline Wozniacká                 | $6 007 719                         | $0                                 | $0                                 | $6 657 719                         |
| 3.                                                                            | Naomi Ósakaová                     | $6 394 289                         | $0                                 | $0                                 | $6 394 289                         |
| 4.                                                                            | Elina Svitolinová                  | $5 213 643                         | $16 366                            | $7 238                             | $5 737 247                         |
| 5.                                                                            | Angelique Kerberová                | $5 686 362                         | $0                                 | $0                                 | $5 686 362                         |
| 6.                                                                            | Sloane Stephensová                 | $5 028 342                         | $35 280                            | $4 477                             | $5 068 099                         |
| 7.                                                                            | Serena Williamsová                 | $3 746 057                         | $24 113                            | $0                                 | $3 770 170                         |
| 8.                                                                            | Karolína Plíšková                  | $3 054 150                         | $34 900                            | $0                                 | $3 539 050                         |
| 9.                                                                            | Petra Kvitová                      | $3 301 389                         | $0                                 | $0                                 | $3 301 389                         |
| 10.                                                                           | Kiki Bertensová                    | $3 023 982                         | $139 706                           | $0                                 | $3 163 688                         |
| částky v amerických dolarech; aktualizováno k závěru sezóny 5. listopadu 2018 |                                    |                                    |                                    |                                    |                                    |

## Herní parametry
Statistiky hráček ve sledovaných herních parametrech k 4. prosinci 2018.
| Esa | Esa                | Esa | Esa |
| P   | hráčka             | esa | z   |
| --- | ------------------ | --- | --- |
| 1.  | Julia Görgesová    | 492 | 68  |
| 2.  | Karolína Plíšková  | 393 | 70  |
| 3.  | Kiki Bertensová    | 325 | 69  |
| 4.  | Ashleigh Bartyová  | 297 | 61  |
| 5.  | Naomi Ósakaová     | 283 | 60  |
| 6.  | Kristýna Plíšková  | 276 | 36  |
| 7.  | Aryna Sabalenková  | 266 | 64  |
| 8.  | Petra Kvitová      | 259 | 60  |
| 9.  | Caroline Garciaová | 247 | 61  |
| 10. | Johanna Kontaová   | 231 | 49  |

| Dvojchyby | Dvojchyby              | Dvojchyby | Dvojchyby |
| P         | hráčka                 | počet     | z         |
| --------- | ---------------------- | --------- | --------- |
| 1.        | Darja Gavrilovová      | 385       | 49        |
| 2.        | Petra Kvitová          | 339       | 60        |
| 3.        | Darja Kasatkinová      | 321       | 66        |
| 4.        | Aryna Sabalenková      | 299       | 64        |
| 5.        | Kiki Bertensová        | 287       | 69        |
| 6.        | Jeļena Ostapenková     | 262       | 44        |
| 7.        | Julia Görgesová        | 256       | 68        |
| 8.        | Donna Vekićová         | 255       | 55        |
| 9.        | Kristina Mladenovicová | 252       | 46        |
| 10.       | Elise Mertensová       | 248       | 63        |

| Úspěšnost 1. podání | Úspěšnost 1. podání  | Úspěšnost 1. podání | Úspěšnost 1. podání |
| P                   | Hráčka               | %                   | z                   |
| ------------------- | -------------------- | ------------------- | ------------------- |
| 1.                  | Julia Putincevová    | 69,0                | 30                  |
| 2.                  | Sloane Stephensová   | 69,0                | 43                  |
| 3.                  | Darja Kasatkinová    | 68,1                | 55                  |
| 4.                  | Alison Riskeová      | 67,5                | 27                  |
| 5.                  | Caroline Garciaová   | 67,4                | 48                  |
| 6.                  | Zarina Dijasová      | 67,2                | 26                  |
| 7.                  | Dominika Cibulková   | 66,8                | 37                  |
| 8.                  | Světlana Kuzněcovová | 66,7                | 22                  |
| 9.                  | Viktoria Azarenková  | 66,5                | 26                  |
| 10.                 | Sofia Keninová       | 66,3                | 23                  |

| Úspěšnost 2. podání | Úspěšnost 2. podání  | Úspěšnost 2. podání | Úspěšnost 2. podání |
| P                   | hráčka               | %                   | z                   |
| ------------------- | -------------------- | ------------------- | ------------------- |
| 1.                  | Jeļena Ostapenková   | 45,8                | 44                  |
| 2.                  | Coco Vandewegheová   | 45,2                | 25                  |
| 3.                  | Polona Hercogová     | 44,7                | 34                  |
| 4.                  | Donna Vekićová       | 44,5                | 55                  |
| 5.                  | Tatjana Mariová      | 43,6                | 35                  |
| 6.                  | Stefanie Vögeleová   | 43,2                | 26                  |
| 7.                  | Magdaléna Rybáriková | 43,1                | 34                  |
| 8.                  | Kristýna Plíšková    | 42,9                | 36                  |
| 9.                  | Julia Görgesová      | 42,6                | 68                  |
| 10.                 | Viktória Kužmová     | 42,4                | 27                  |

| Úspěšnost vítězných bodů po 1. podání | Úspěšnost vítězných bodů po 1. podání | Úspěšnost vítězných bodů po 1. podání | Úspěšnost vítězných bodů po 1. podání |
| P                                     | hráčka                                | %                                     | z                                     |
| ------------------------------------- | ------------------------------------- | ------------------------------------- | ------------------------------------- |
| 1.                                    | Serena Williamsová                    | 74,4                                  | 24                                    |
| 2.                                    | Julia Görgesová                       | 73,8                                  | 68                                    |
| 3.                                    | Ashleigh Bartyová                     | 71,6                                  | 61                                    |
| 4.                                    | Kristýna Plíšková                     | 71,2                                  | 36                                    |
| 5.                                    | Naomi Ósakaová                        | 70,1                                  | 60                                    |
| 6.                                    | Madison Keysová                       | 70,0                                  | 42                                    |
| 7.                                    | Coco Vandewegheová                    | 69,4                                  | 25                                    |
| 8.                                    | Viktória Kužmová                      | 69,3                                  | 27                                    |
| 9.                                    | Aryna Sabalenková                     | 68,4                                  | 64                                    |
| 10.                                   | Karolína Plíšková                     | 68,4                                  | 70                                    |

| Úspěšnost vítězných bodů po 2. podání | Úspěšnost vítězných bodů po 2. podání | Úspěšnost vítězných bodů po 2. podání | Úspěšnost vítězných bodů po 2. podání |
| P.                                    | hráčka                                | %                                     | z                                     |
| ------------------------------------- | ------------------------------------- | ------------------------------------- | ------------------------------------- |
| 1.                                    | Ashleigh Bartyová                     | 52,2                                  | 61                                    |
| 2.                                    | Caroline Garciaová                    | 51,3                                  | 61                                    |
| 3.                                    | Sloane Stephensová                    | 49,1                                  | 54                                    |
| 4.                                    | Elina Svitolinová                     | 49,0                                  | 59                                    |
| 5.                                    | Petra Martićová                       | 48,9                                  | 43                                    |
| 6.                                    | Camila Giorgiová                      | 48,5                                  | 45                                    |
| 7.                                    | Carla Suárez Navarrová                | 48,7                                  | 46                                    |
| 8.                                    | Julia Görgesová                       | 48,7                                  | 68                                    |
| 9.                                    | Aryna Sabalenková                     | 48,4                                  | 64                                    |
| 10.                                   | Johanna Kontaová                      | 48,3                                  | 49                                    |

| Úspěšnost vítězných bodů na podání | Úspěšnost vítězných bodů na podání | Úspěšnost vítězných bodů na podání | Úspěšnost vítězných bodů na podání |
| P                                  | hráčka                             | %                                  | z                                  |
| ---------------------------------- | ---------------------------------- | ---------------------------------- | ---------------------------------- |
| 1.                                 | Serena Williamsová                 | 63,8                               | 24                                 |
| 2.                                 | Ashleigh Bartyová                  | 63,5                               | 61                                 |
| 3.                                 | Julia Görgesová                    | 63,1                               | 68                                 |
| 4.                                 | Madison Keysová                    | 62,1                               | 42                                 |
| 5.                                 | Caroline Garciaová                 | 60,7                               | 61                                 |
| 6.                                 | Naomi Ósakaová                     | 60,7                               | 60                                 |
| 7.                                 | Aryna Sabalenková                  | 60,4                               | 64                                 |
| 8.                                 | Caroline Wozniacká                 | 60,3                               | 58                                 |
| 9.                                 | Johanna Kontaová                   | 60,3                               | 49                                 |
| 10.                                | Elina Svitolinová                  | 60,2                               | 59                                 |

| Úspěšnost vítězných bodů na příjmu | Úspěšnost vítězných bodů na příjmu | Úspěšnost vítězných bodů na příjmu | Úspěšnost vítězných bodů na příjmu |
| P                                  | hráčka                             | %                                  | z                                  |
| ---------------------------------- | ---------------------------------- | ---------------------------------- | ---------------------------------- |
| 1.                                 | Simona Halepová                    | 49,6                               | 55                                 |
| 2.                                 | Darja Kasatkinová                  | 48,3                               | 66                                 |
| 3.                                 | Angelique Kerberová                | 47,6                               | 63                                 |
| 4.                                 | Sloane Stephensová                 | 47,3                               | 54                                 |
| 5.                                 | Sie Šu-wej                         | 47,0                               | 49                                 |
| 6.                                 | Maria Šarapovová                   | 46,9                               | 31                                 |
| 7.                                 | Wang Čchiang                       | 46,9                               | 58                                 |
| 8.                                 | Anna Karolína Schmiedlová          | 46,8                               | 26                                 |
| 9.                                 | Elise Mertensová                   | 46,7                               | 63                                 |
| 10.                                | Caroline Wozniacká                 | 46,4                               | 58                                 |

| Úspěšnost vítězných her na podání | Úspěšnost vítězných her na podání | Úspěšnost vítězných her na podání | Úspěšnost vítězných her na podání |
| P                                 | hráčka                            | %                                 | z                                 |
| --------------------------------- | --------------------------------- | --------------------------------- | --------------------------------- |
| 1.                                | Serena Williamsová                | 79,1                              | 24                                |
| 2.                                | Ashleigh Bartyová                 | 78,7                              | 61                                |
| 3.                                | Julia Görgesová                   | 78,6                              | 68                                |
| 4.                                | Naomi Ósakaová                    | 76,0                              | 60                                |
| 5.                                | Madison Keysová                   | 75,8                              | 37                                |
| 6.                                | Johanna Kontaová                  | 75,5                              | 49                                |
| 7.                                | Caroline Garciaová                | 75,0                              | 61                                |
| 8.                                | Elina Svitolinová                 | 74,2                              | 59                                |
| 9.                                | Petra Kvitová                     | 73,7                              | 60                                |
| 10.                               | Karolína Plíšková                 | 73,5                              | 70                                |

| Úspěšnost vítězných her na příjmu | Úspěšnost vítězných her na příjmu | Úspěšnost vítězných her na příjmu | Úspěšnost vítězných her na příjmu |
| P                                 | hráčka                            | %                                 | z                                 |
| --------------------------------- | --------------------------------- | --------------------------------- | --------------------------------- |
| 1.                                | Simona Halepová                   | 48,5                              | 55                                |
| 2.                                | Darja Kasatkinová                 | 46,3                              | 66                                |
| 3.                                | Sloane Stephensová                | 44,2                              | 54                                |
| 4.                                | Angelique Kerberová               | 43,9                              | 63                                |
| 5.                                | Wang Čchiang                      | 43,7                              | 58                                |
| 6.                                | Elise Mertensová                  | 42,9                              | 63                                |
| 7.                                | Maria Šarapovová                  | 42,7                              | 31                                |
| 8.                                | Lesja Curenková                   | 42,4                              | 44                                |
| 9.                                | Caroline Wozniacká                | 42,1                              | 58                                |
| 10.                               | Kiki Bertensová                   | 42,1                              | 69                                |

| Úspěšnost odvrácených brejkbolů | Úspěšnost odvrácených brejkbolů | Úspěšnost odvrácených brejkbolů | Úspěšnost odvrácených brejkbolů |
| P                               | hráčka                          | %                               | z                               |
| ------------------------------- | ------------------------------- | ------------------------------- | ------------------------------- |
| 1.                              | Julia Görgesová                 | 63,5                            | 68                              |
| 2.                              | Johanna Kontaová                | 63,3                            | 49                              |
| 3.                              | Polona Hercogová                | 61,8                            | 34                              |
| 4.                              | Aryna Sabalenková               | 61,6                            | 64                              |
| 5.                              | Caroline Garciaová              | 61,2                            | 61                              |
| 6.                              | Pauline Parmentierová           | 60,8                            | 31                              |
| 7.                              | Petra Kvitová                   | 60,3                            | 60                              |
| 8.                              | Petra Martićová                 | 59,3                            | 43                              |
| 9.                              | Anett Kontaveitová              | 59,3                            | 56                              |
| 10.                             | Karolína Plíšková               | 59,3                            | 70                              |

| Úspěšnost proměněných brejkbolů | Úspěšnost proměněných brejkbolů | Úspěšnost proměněných brejkbolů | Úspěšnost proměněných brejkbolů |
| P                               | hráčka                          | %                               | z                               |
| ------------------------------- | ------------------------------- | ------------------------------- | ------------------------------- |
| 1.                              | Jeļena Ostapenková              | 54,1                            | 44                              |
| 2.                              | Naomi Ósakaová                  | 50,2                            | 60                              |
| 3.                              | Simona Halepová                 | 50,1                            | 55                              |
| 4.                              | Caroline Wozniacká              | 49,8                            | 58                              |
| 5.                              | Kiki Bertensová                 | 49,8                            | 69                              |
| 6.                              | Kateryna Kozlovová              | 49,5                            | 26                              |
| 7.                              | Angelique Kerberová             | 48,8                            | 63                              |
| 8.                              | Serena Williamsová              | 48,8                            | 24                              |
| 9.                              | Sofia Keninová                  | 48,7                            | 31                              |
| 10.                             | Sie Šu-wej                      | 48,7                            | 49                              |

Legenda
- P – pořadí
- z – odehraných zápasů
- % – procentuální úspěšnost

## Ocenění

### Hráčka měsíce
| Měsíc    | vítězka                      | další kandidátky                                                                                          |
| -------- | ---------------------------- | --- |
| Leden    | Simona Halepová (ROU) (71 %) | Caroline Wozniacká (DEN) (25 %) Angelique Kerberová (GER) (3 %) Elina Svitolinová (UKR) (1 %)             |
| Únor     | Petra Kvitová (CZE) (78 %)   | Elina Svitolinová (UKR) (19 %) Garbiñe Muguruzaová (ESP) (3 %)                                            |
| Březen   | Naomi Ósakaová (JPN) (52 %)  | Darja Kasatkinová (RUS) (20 %) Sloane Stephensová (USA) (15 %) Jeļena Ostapenková (LAT) (13 %)            |
| Duben    | Karolína Plíšková (CZE)      | Kiki Bertensová (NED) Garbiñe Muguruzaová (ESP)                                                           |
| Květen   | Simona Halepová (ROU)        | Petra Kvitová (CZE) Sloane Stephensová (USA) Elina Svitolinová (UKR)                                      |
| Červen   | Petra Kvitová (CZE)          | Caroline Wozniacká (DEN) Ashleigh Bartyová (AUS)                                                          |
| Červenec | Angelique Kerberová (GER)    | Mihaela Buzărnescuová (ROU) Světlana Kuzněcovová (RUS) Anastasija Sevastovová (LAT) Alizé Cornetová (FRA) |
| Srpen    | Naomi Ósakaová (JPN)         | Simona Halepová (ROU) Serena Williamsová (USA) Kiki Bertensová (NED)                                      |
| Září     | Aryna Sabalenková (BLR)      | Naomi Ósakaová (JPN) Karolína Plíšková (CZE)                                                              |
| Říjen    | Elina Svitolinová (UKR)      | Aryna Sabalenková (BLR) Caroline Wozniacká (DEN) Sloane Stephensová (USA)                                 |

### Průlom měsíce
| Měsíc    | vítězka                          | další kandidátky                                                                                     |
| -------- | -------------------------------- | --- |
| Leden    | Sie Šu-wej (TPE) (42 %)          | Elise Mertensová (BEL) (36 %) Aljaksandra Sasnovičová (BLR) (20 %) Bernarda Perová (USA) (2 %)       |
| Únor     | Darja Kasatkinová (RUS) (50 %)   | Kateryna Kozlovová (UKR) (35 %) Viktória Kužmová (SVK) (15 %)                                        |
| Březen   | Danielle Collinsová (USA) (79 %) | Amanda Anisimovová (USA) (21 %)                                                                      |
| Duben    | Ana Bogdanová (ROU)              | Marta Kosťuková (UKR) Bernarda Perová (USA)                                                          |
| Květen   | Mihaela Buzărnescuová (ROU)      | Darja Kasatkinová (RUS) Anett Kontaveitová (EST)                                                     |
| Červen   | Tatjana Mariová (GER)            | Aleksandra Krunićová (SRB) Sofia Keninová (USA)                                                      |
| Červenec | Wang Čchiang (CHN)               | Olga Danilovićová (SRB) Maria Sakkariová (GRE) Anastasija Potapovová (RUS)                           |
| Srpen    | Aryna Sabalenková (BLR)          | Anastasija Sevastovová (LAT) Lesja Curenková (UKR) Markéta Vondroušová (CZE) Ashleigh Bartyová (AUS) |
| Září     | Anett Kontaveitová (EST)         | Wang Čchiang (CHN) Donna Vekićová (CRO)                                                              |
| Říjen    | Ashleigh Bartyová (AUS)          | Kiki Bertensová (NED) Anastasija Sevastovová (LAT)                                                   |

### Míček měsíce
| Měsíc    | vítězka                          | další kandidátky |
| -------- | -------------------------------- | --- |
| Leden    | Agnieszka Radwańská (POL) (59 %) | Maria Šarapovová (RUS) (20 %) Angelique Kerberová (GER) (18 %) Darja Gavrilovová (AUS) (2 %) Johanna Kontaová (GBR) (1 %)      |
| Únor     | Maria Šarapovová (RUS) (32 %)    | Petra Kvitová (CZE) (27 %) Agnieszka Radwańská (POL) (20 %) Anastasija Potapovová (RUS) (13 %) Angelique Kerberová (GER) (8 %) |
| Březen   | Simona Halepová (ROU) (81 %)     | Caroline Wozniacká (DEN) (7 %) Naomi Ósakaová (JPN) (5 %) Caroline Dolehideová (USA) (4 %) Angelique Kerberová (GER) (3 %)     |
| Duben    | Maria Šarapovová (RUS)           | Julia Görgesová (GER) Caroline Wozniacká (DEN) Kiki Bertensová (NED) Alizé Cornetová (FRA)                                     |
| Květen   | Simona Halepová (ROU)            | Petra Kvitová (CZE) Maria Šarapovová (RUS) Angelique Kerberová (GER) Anastasija Pavljučenkovová (RUS)                          |
| Červen   | Caroline Wozniacká (DEN)         | Petra Kvitová (CZE) Aleksandra Krunićová (SRB) Coco Vandewegheová (USA) Dominika Cibulková (SVK)                               |
| Červenec | Magda Linetteová (POL)           | Venus Williamsová (USA) Viktoria Azarenková (BLR) Sloane Stephensová (USA) Světlana Kuzněcovová (RUS)                          |
| Srpen    | Maria Šarapovová (RUS)           | Petra Kvitová (CZE) Světlana Kuzněcovová (RUS) Caroline Garciaová (FRA) Angelique Kerberová (GER)                              |
| Září     | Sie Šu-wej (TPE)                 | Petra Kvitová (CZE) Naomi Ósakaová (JPN) Dominika Cibulková (SVK) Amanda Anisimovová (USA)                                     |
| Říjen    | Ons Džabúrová (TUN)              | Elina Svitolinová (UKR) Caroline Wozniacká (DEN) Kiki Bertensová (NED) Ashleigh Bartyová (AUS) Wang Čchiang (CHN)              |

## Ukončení kariéry
Seznam uvádí tenistky (vítězky turnaje WTA, a/nebo ty, které byly klasifikovány alespoň jeden týden v Top 100 dvouhry a/nebo Top 100 čtyřhry žebříčku WTA), jež ohlásily ukončení profesionální kariéry, neodehrály za více než 52 uplynulých týdnů žádný turnaj, nebo jim byl během sezóny 2018 uložen stálý zákaz hraní:
- Casey Dellacquová (* 11. února 1985 Perth, Austrálie), profesionálka od roku 2002, ve dvouhře žebříčku WTA nejvýše postavená na 26. místě a ve čtyřhře na 3. místě; sedminásobná poražená finalistka z ženského debla grandslamu a se Scottem Lipským vítězka mixu na French Open 2011. Na okruhu WTA Tour vyhrála sedm deblových turnajů. Poslední profesionální zápas odehrála v únorové rozhodující čtyřhře druhé světové skupiny Fed Cupu proti Ukrajině. Kariéru ukončila v dubnu 2018.[31]
- Annika Becková (* 16. února 1994 Gießen, Německo), profesionálka od roku 2009, ve dvouhře žebříčku WTA nejvýše postavená na 37. místě a ve čtyřhře na 84. místě; vítězka dvou singlových a jednoho deblového titulu na okruhu WTA Tour, rovněž jako sedmi trofejí z dvouhry okruhu ITF. Na okruhu absentovala pro zranění od října 2017. Profesionální kariéru se rozhodla ukončit během října 2018 ve věku 24 let, s plánem věnovat se studiu všeobecného lékařství.[32]
- Eva Birnerová (* 14. srpna 1984 Duchcov, Československo), profesionálka od roku 2002, ve dvouhře žebříčku WTA nejvýše postavená na 59. místě a ve čtyřhře na 52. místě; finalistka dvouhry na Tashkent Open 2011 a vítězka tří deblových titulů na okruhu WTA Tour, rovněž jako osmi singlových trofejí okruhu ITF. Po více než čtyřech letech neaktivity, ukončila kariéru v listopadu 2018.
- Casey Dellacquová (* 11. února 1985 Perth, Austrálie), profesionálka od roku 2002, ve dvouhře žebříčku WTA nejvýše postavená na 26. místě a ve čtyřhře na 3. místě; z finále čtyřhry grandslamu odešla sedmkrát poražena, vítězka sedmi deblových titulů na okruhu WTA Tour. Triumfovala rovněž v mixu French Open 2011 se Scottem Lipskym. Poslední profesionální zápas odehrála v rozhodující čtyřhře únorové druhé světové skupiny Fed Cupu proti Ukrajině.[33]
- Marina Erakovicová (* 6. března 1988 Split, Jugoslávie), profesionálka od roku 2005, vítězka dvouhry na Memphis Open 2013 a osmi deblových titulů na okruhu WTA Tour. Semifinalistka ženské čtyřhry ve Wimbledonu 2011 a čtvrtfinalistka na US Open 2008 a French Open 2013 i 2014. Během kariéry ji provázela zranění. V sezóně 2018 absentovala pro bolestivá záda a v prosinci téhož roku oznámila ukončení tenisové dráhy.
- Bojana Jovanovská Petrovićová (* 31. prosince 1991 Bělehrad, Srbsko), profesionálka od roku 2006, ve dvouhře žebříčku WTA nejvýše postavená na 32. místě a ve čtyřhře na 203. místě; vítězka dvou singlových titulů na okruhu WTA Tour, stejně jako jedné trofeje v sérii WTA 125K 2013 a čtyř titulů z okruhu ITF. Členka poraženého srbského týmu ve finále Fed Cupu 2012 proti České republice. V roce 2016 podstoupila operaci ramene. Přes částečný návrat na začátku roku 2018 v rámci túry ITF, ukončila v listopadu 2018 kariéru.
- Karin Knappová (* 28. června 1987 Bruneck, Itálie), profesionálka od roku 2002, ve dvouhře žebříčku WTA nejvýše postavená na 33. místě a ve čtyřhře na 49. místě; vítězka 2 singlových titulů na okruhu WTA Tour. Jako členka italského fedcupového týmu vyhrála soutěž v roce 2013. Poté, co nehrála turnaje od Australian Open 2017, oznámila ukončení kariéry v květnu 2018.[34]
- Anabel Medinaová Garriguesová (* 12. dubna 1982 Valencie, Španělsko), profesionálka od roku 1998, ve dvouhře žebříčku WTA nejvýše postavená na 16. místě a ve čtyřhře na 3. místě; vítězka 11 singlových a 28 deblových titulů na okruhu WTA Tour, včetně dvou Grand Slamů v ženské čtyřhře a stříbrné medaile z letních olympijských her v páru s Virginií Ruanovou Pascualovou. Z trenérské pozice dovedla Jeļenu Ostapenkovou k trofeji na French Open 2017. Posledním turnajem kariéry by se podle jejího vyjádření měl stát US Open 2018.[35]
- Agnieszka Radwańská (* 6. března 1989 Krakov Polsko), profesionálka od roku 2005, ve dvouhře žebříčku WTA nejvýše postavená na 2. místě a ve čtyřhře na 16. místě; vítězka dvaceti singlových a dvou deblových titulů na okruhu WTA Tour, finalistka Wimbledonu 2012, jakožto první polská tenistka otevřené éry ve finále dvouhry grandslamu. Šampionka na Turnaji mistryň 2015 v Singapuru. S Jerzym Janowiczem získala pro Polsko trofej z Hopman Cupu 2015. Šestkrát vyhrála anketu o nejpopulárnější tenistku roku na okruhu WTA Tour a pětkrát ovládla kategorii nejlepší míček roku. Ukončení kariéry oznámila 14. listopadu 2018 ze zdravotních důvodů.[36]
- Virginie Razzanová (* 12. května 1983 Dijon, Francie), profesionálka od roku 1999, ve dvouhře žebříčku WTA nejvýše postavená na 16. místě a ve čtyřhře na 82. místě; vítězka dvou singlových titulů z roku 2007 a jedné deblové trofeje na okruhu WTA Tour. K nim přidala pět turnajových výher na okruhu ITF. Jako jediná hráčka na okruhu porazila Serenu Williamsovou již v úvodním kole grandslamové dvouhry, a to na French Open 2012. Ukončení kariéry oznámila v prosinci 2018.
- Olga Savčuková (* 20. září 1987 Makijivka, Sovětský svaz), profesionálka od roku 2004, ve dvouhře žebříčku WTA nejvýše postavená na 79. místě a ve čtyřhře na 33. místě. Grandslamovým maximem se stalo třetí kolo Australian Open 2006, kde hrála jako kvalifikantka. Přednostně se věnovala čtyřhře, v níž na okruhu WTA Tour získala tři tituly; čtvrtfinalistka čtyřhry Roland Garros 2017. Posledním turnajem se pro ni stal US Open 2018.[37]
- Francesca Schiavoneová (* 23. června 1980 Milán, Itálie), profesionálka od roku 1998, ve dvouhře žebříčku WTA nejvýše postavená na 4. místě a ve čtyřhře na 7. místě; vítězka dvouhry na French Open 2010 a poražená finalistka ve čtyřhře French Open 2008. Jako členka italského fedcupového týmu se podílela na třech výhrách (2006, 2009, 2010) a držela rekord v počtu celkových vyhraných zápasů. Konec kariéry oznámila 5. září 2018.[38]
- Patty Schnyderová (* 14. prosince 1978 Basilej, Švýcarsko), profesionálka od roku 1996, ve dvouhře žebříčku WTA nejvýše postavená na 7. místě; vítězka jedenácti singlových a pěti deblových titulů na okruhu WTA Tour. Poprvé kariéru ukončila v roce 2011, aby se následně vrátila v sezóně 2015. V obnovené profesionální dráze působila především na okruhu ITF a nejvýše vystoupala na 139. příčku klasifikace. Kariéru definitivně ukončila v listopadu 2018.
- Patricia Maria Țigová (* 27. července 1994 Caransebeș, Rumunsko), profesionálka od roku 2009, ve dvouhře žebříčku WTA nejvýše postavená na 83. místě a ve čtyřhře na 155. místě; poražená finalistka jednoho singlového a dvou deblových turnajů na okruhu WTA Tour. První kolo nepřekročila na žádném ze čtyř grandslamů. Ve druhé polovině roku 2017 se potýkala s formou. Poté se rozhodla zaměřit na doléčení zranění, když uvedla, že ji limitují bolestivá záda. Poslední turnaj odehrála na kantonském Guangzhou Open 2017 v září 2017. Neaktivní hráčkou se stala 24. září 2018 po 52týdenní absenci v systému žebříčku WTA.[39][40]
- Roberta Vinciová (* 18. února 1983 Taranto, Itálie), profesionálka od roku 1999, ve dvouhře žebříčku WTA nejvýše postavená na 7. místě a ve čtyřhře na 1. místě; poražená finalistka dvouhry na US Open 2015 po semifinálové výhře nad Serenou Williamsovou. Vítězka pěti deblových grandslamů s krajankou Erraniovou, s níž zkompletovala kariérní Grand Slam. Ukončení kariéry oznámila po dohrání Rome Masters 2018.[41]
- Aleksandra Wozniaková (* 7. září 1987 Montréal, Kanada), profesionálka od roku 2005, ve dvouhře žebříčku WTA nejvýše postavená na 21. místě a ve čtyřhře na 136. místě; na okruhu WTA Tour vyhrála singlový titul ve Stanfordu 2008. K němu přidala jedenáct trofejí z dvouhry na túře ITF. V kariéře se potýkala s opakovanými zraněními a od roku 2015 se pohybovala převážně na nižším okruhu ITF. Ukončení kariéry oznámila v prosinci 2018.

## Obnovení kariéry
Seznam uvádí významné tenistky, které obnovily kariéru účastí na turnajích v roce 2018:
- Rebecca Marinová (* 16. prosince 1990 Toronto, Kanada), profesionálkou se stala v roce 2008, ve dvouhře žebříčku WTA nejvýše postavená na 38. místě v červenci 2011, finalistka Memphis Open 2011, kde podlehla Magdaléně Rybárikové. Na grandslamu nejdále postoupila do třetího kola French Open 2011. Kariéru přerušila mezi únorem a srpnem 2012, oficiálně ji pak ukončila v únoru 2013. Záměr vrátit se na okruh oznámila v říjnu 2017 a první trofej po návratu získala v lednu 2018 na okruhu ITF, turnaji v Antalyi s rozpočtem 15 tisíc dolarů.

Ohlášené a neuskutečněné obnovení kariéry
- Marion Bartoliová (* 2. října 1984 Le Puy-en-Velay, Francie), profesionálka mezi lety 2000–2013, ve dvouhře žebříčku WTA nejvýše postavená na 7. místě v lednu 2012 a ve čtyřhře pak na 15. místě v červenci 2004; vítězka dvouhry ve Wimbledonu 2013 po němž, poprvé ukončila aktivní dráhu a poražená wimbledonská finalistka z roku 2007. Návrat do profesionálního tenisu během sezóny 2018 oznámila v prosinci 2017.[42] Na červnovém French Open 2018, kde plnila roli moderátorky, však od záměru upustila, když se vyšší tréninková zátěž opět projevila bolestmi ramene.[43]

## Rozpis zisku bodů
Tabulka přidělovaných bodů hráčkám na turnajích okruhů WTA Tour 2018.
| Grand Slam (S) | 2000 | 1300 | 780                                                            | 430                                                            | 240                                                            | 130                                                            | 70                                                             | 10                                                             | 40                                                             | 30                                                             | 20                                                             | 2                                                              |
| Grand Slam (D) | 2000 | 1300 | 780                                                            | 430                                                            | 240                                                            | 130                                                            | 10                                                             | –                                                              | 40                                                             | –                                                              | –                                                              | –                                                              |
| WTA Final (S/D) | +750 | +330 | (250 za každou výhru, 125 za každou prohru v základní skupině) | (250 za každou výhru, 125 za každou prohru v základní skupině) | (250 za každou výhru, 125 za každou prohru v základní skupině) | (250 za každou výhru, 125 za každou prohru v základní skupině) | (250 za každou výhru, 125 za každou prohru v základní skupině) | (250 za každou výhru, 125 za každou prohru v základní skupině) | (250 za každou výhru, 125 za každou prohru v základní skupině) | (250 za každou výhru, 125 za každou prohru v základní skupině) | (250 za každou výhru, 125 za každou prohru v základní skupině) | (250 za každou výhru, 125 za každou prohru v základní skupině) |
| WTA Premier Mandatory (96S)                                                                                                   | 1000 | 650  | 390                                                            | 215                                                            | 120                                                            | 65                                                             | 35                                                             | 10                                                             | 30                                                             | –                                                              | 20                                                             | 2                                                              |
| WTA Premier Mandatory (64/60S)                                                                                                | 1000 | 650  | 390                                                            | 215                                                            | 120                                                            | 65                                                             | 10                                                             | –                                                              | 30                                                             | –                                                              | 20                                                             | 2                                                              |
| WTA Premier Mandatory (28/32D)                                                                                                | 1000 | 650  | 390                                                            | 215                                                            | 120                                                            | 10                                                             | –                                                              | –                                                              | –                                                              | –                                                              | –                                                              | –                                                              |
| WTA Premier 5 (56S,64Q) | 900  | 585  | 350                                                            | 190                                                            | 105                                                            | 60                                                             | 1                                                              | –                                                              | 30                                                             | 22                                                             | 15                                                             | 1                                                              |
| WTA Premier 5 (56S,48/32Q) | 900  | 585  | 350                                                            | 190                                                            | 105                                                            | 60                                                             | 1                                                              | –                                                              | 30                                                             | –                                                              | 20                                                             | 1                                                              |
| WTA Premier 5 (28D) | 900  | 585  | 350                                                            | 190                                                            | 105                                                            | 1                                                              | –                                                              | –                                                              | –                                                              | –                                                              | –                                                              | –                                                              |
| WTA Premier 5 (16D) | 900  | 585  | 350                                                            | 190                                                            | 1                                                              | –                                                              | –                                                              | –                                                              | –                                                              | –                                                              | –                                                              | –                                                              |
| WTA Premier (56S) | 470  | 305  | 185                                                            | 100                                                            | 55                                                             | 30                                                             | 1                                                              | –                                                              | 25                                                             | –                                                              | 13                                                             | 1                                                              |
| WTA Premier (32S) | 470  | 305  | 185                                                            | 100                                                            | 55                                                             | 1                                                              | –                                                              | –                                                              | 25                                                             | 18                                                             | 13                                                             | 1                                                              |
| WTA Premier (16D) | 470  | 305  | 185                                                            | 100                                                            | 1                                                              | –                                                              | –                                                              | –                                                              | –                                                              | –                                                              | –                                                              | –                                                              |
| WTA Elite Trophy (12S) | +460 | +200 | (120 za každou výhru, 40 za každou prohru v základní skupině)  | (120 za každou výhru, 40 za každou prohru v základní skupině)  | (120 za každou výhru, 40 za každou prohru v základní skupině)  | (120 za každou výhru, 40 za každou prohru v základní skupině)  | (120 za každou výhru, 40 za každou prohru v základní skupině)  | (120 za každou výhru, 40 za každou prohru v základní skupině)  | (120 za každou výhru, 40 za každou prohru v základní skupině)  | (120 za každou výhru, 40 za každou prohru v základní skupině)  | (120 za každou výhru, 40 za každou prohru v základní skupině)  | (120 za každou výhru, 40 za každou prohru v základní skupině)  |
| WTA International (32S,32Q)                                                                                                   | 280  | 180  | 110                                                            | 60                                                             | 30                                                             | 1                                                              | –                                                              | –                                                              | 18                                                             | 14                                                             | 10                                                             | 1                                                              |
| WTA International (32S,16Q)                                                                                                   | 280  | 180  | 110                                                            | 60                                                             | 30                                                             | 1                                                              | –                                                              | –                                                              | 18                                                             | –                                                              | 12                                                             | 1                                                              |
| WTA International (16D) | 280  | 180  | 110                                                            | 60                                                             | 1                                                              | –                                                              | –                                                              | –                                                              | –                                                              | –                                                              | –                                                              | –                                                              |
| QV – vítězka kvalifikace, Q1–3 – 1. až 3. kolo kvalifikace, (xS/Q/D) – „x“ počet hráček v soutěži dvouhry/kvalifikace/čtyřhry |      |      |                                                                |                                                                |                                                                |                                                                |                                                                |                                                                |                                                                |                                                                |                                                                |                                                                |